# Liste der Intel-Prozessoren
Dies ist eine generationsübergreifende Liste von Intel-Prozessoren und versucht alle Prozessoren von Intel vom historisch bedeutsamen Intel 4004 mit 4 Bit (1971) bis zu den aktuellen High-End-Produkten vorzustellen. Für eine Liste der mathematischen Koprozessoren, siehe die Liste der x86er-Koprozessoren. Siehe auch Modellnummern von Intel-Prozessoren.

## 4-Bit-Prozessoren

### Intel 4004
- Einführungstermin: 15. November 1971
- Prozessortakt: 740 kHz (0,07 MIPS)
- Busbreite: 4 Bit
- Transistoren/Fertigungstechnik: 2300 bei 10 µm (PMOS)
- Adressierbarer Speicher:
  - Datenspeicher: 640 Nibbles
  - Programmspeicher: 4 KiB

Der Intel 4004 war der erste in Serie produzierter Mikroprozessor der Welt. Er war ursprünglich eine Auftragsentwicklung im Rahmen eines Tischrechner-Projekts der Firma Busicom. Intel kaufte das sehr allgemein gehaltene CPU-Design zurück und vermarktete es.
MCS-4 Familie:
- 4004 – CPU
- 4001 – ROM und 4-Bit-Port
- 4002 – RAM und 4-Bit-Port
- 4003 – 10-Bit-Schieberegister
- 4008 – Speicher + E/A-Schnittstelle (E: Eingabe, A: Ausgabe)
- 4009 – Speicher + E/A-Schnittstelle
- 4211 – Allzweck-Byte-E/A-Port
- 4265 – Programmierbares Allzweck-E/A-Gerät
- 4269 – Programmierbares Tastatur-Anzeigegerät
- 4289 – Standard-Speicherschnittstelle für MCS-4/40
- 4308 – 8192-Bit (1024 × 8) ROM mit 4-Bit E/A-Ports
- 4316 – 16384-Bit (2048 × 8) statisches ROM
- 4702 – 2048-Bit (256 × 8) EPROM
- 4801 – 5,185 MHz Taktgeneratorquarz für 4004/4201A oder 4040/4201A

### Intel 4040
- Einführungstermin: November 1974
- Prozessortakt: 740 kHz (0,07 MIPS)
- Busbreite: 4 Bit
- Transistoren/Fertigungstechnik: 3000 bei 10 µm (PMOS)
- Adressierbarer Speicher:
  - Datenspeicher: 640 Nibbles
  - Programmspeicher: 8 KiB

Der Intel 4040 war eine verbesserte Version des 4004 mit Interrupts, erweitertem Befehls- und Registersatz.

## 8-Bit-Prozessoren

### 8008
- Einführungstermin: 1. April 1972
- Prozessortakt:
  - 500 kHz (0,05 MIPS)
  - 800 kHz (0,08 MIPS) (8008-1)
- Busbreite: 8 Bit
- Transistoren/Fertigungstechnik: 3500 bei 10 µm (PMOS)
- Adressierbarer Speicher: 16 KiB

Der Intel 8008 wurde beispielsweise in Terminals, Rechenmaschinen und Verpackungsmaschinen verwendet. Die Entwicklung wurde zusammen mit dem 4004 für den Datapoint 2200 begonnen.

### 8080
- Einführungstermin: April 1974
- Prozessortakt:
  - 2 MHz (8080A)
  - 2,5 MHz (8080A-2)
  - 3,125 MHz (8080A-1)
- Busbreite: 8 Bit
- Transistoren/Fertigungstechnik: 6000 bei 6 µm (NMOS)
- Adressierbarer Speicher: 64 KiB

Der Intel 8080 war lange Zeit eine verbreitete Standard-CPU mit vielen Einsatzbereichen. Er besaß ungefähr die 10-fache Geschwindigkeit eines 8008 und fand erstmals breite Verwendung in der Industrie – etwa in Registrierkassen, Verkehrsampeln, Bankenterminals, Wägesystemen, Steuerungen, aber auch in Marschflugkörpern. Auch im Hobby-Bereich wurde diese CPU sehr populär, etwa im Altair 8800 oder durch das Betriebssystem CP/M.

### 8085
- Einführungstermin: März 1976
- Prozessortakt: 3 MHz (0,37 MIPS) später auch 5 MHz
- Busbreite:
  - Datenbus: 8 Bit
  - Adressbus: 16 Bit
- Transistoren/Fertigungstechnik: 6500 bei 3 µm (NMOS)
- Adressierbarer Speicher:

Der Intel 8085 ist eine weiterentwickelte Ein-Chip-Version der 8080-CPU, mit der Intel an die Popularität des 8080 aber nicht mehr anknüpfen konnte. Das Erbe des 8080 trat der Z80 der Firma Zilog an. Jedoch wurden tausende von Steuereinheiten der Geldspielautomaten der Firma ADP-Gauselmann Gruppe (Stichwort „Merkur-Sonne“) mit den 8085 bestückt. Dort leistete er viele Jahre lang treue Dienste, bis er ca. 1992 nach und nach von dem Motorola 68000 und seriellen Schieberegistern abgelöst wurde.

## Mikrocontroller
Es handelt sich um ICs mit CPU, RAM, ROM (PROM oder EPROM), I/O-Ports, Timern und Interrupts.

### Intel 8048
- Einzelakkumulator mit Harvard-Architektur

MCS-48 Familie:
- Intel 8020 – Einkomponent 8-Bit-Mikrocontroller, 1 KB ROM, 64 Byte RAM, 13 E/A-Ports
- Intel 8021 – Einkomponent 8-Bit-Mikrocontroller, 1 KB ROM, 64 Byte RAM, 21 E/A-Ports
- Intel 8022 – Einkomponent 8-Bit-Mikrocontroller mit On-Chip-A/D-Wandler
- Intel 8035 – Einkomponent 8-Bit-Mikrocontroller, 64 Byte RAM
- Intel 8039 – Einkomponent 8-Bit-Mikrocontroller, 128 Byte RAM
- Intel 8040 – Einkomponent 8-Bit-Mikrocontroller, 256 Byte RAM
- Intel 8048 – Einkomponent 8-Bit-Mikrocontroller, 1 KB ROM, 64 Byte RAM, 27 E/A-Ports, 0,73 MIPS bei 11 MHz
- Intel 8049 – Einkomponent 8-Bit-Mikrocontroller, 2 KB ROM, 128 Byte RAM, 27 E/A-Ports,
- Intel 8050 – Einkomponent 8-Bit-Mikrocontroller, 4 KB ROM, 256 Byte RAM, 27 E/A-Ports,
- Intel 8748 – Einkomponent 8-Bit-Mikrocontroller, 1 KB EPROM, 64 Byte RAM, 27 E/A-Ports,
- Intel 8749 – Einkomponent 8-Bit-Mikrocontroller, 2 KB EPROM, 128 Byte RAM, 27 E/A-Ports,
- Intel 87P50 – Einkomponent 8-Bit-Mikrocontroller, ext. ROM-Sockel (2758/2716/2732), 256 Byte RAM, 27 I/O-Ports
- Intel 8648 – Einkomponent 8-Bit-Mikrocontroller, 1 KB OTP-EPROM, 64 Byte RAM, 27 E/A-Ports
- Intel 8041 – Universelle Peripherieschnittstelle, 8-Bit-Slave-Mikrocontroller, 1 KB ROM, 64 Byte RAM
- Intel 8041AH – Universelle Peripherieschnittstelle, 8-Bit-Slave-Mikrocontroller, 1 KB ROM, 128 Byte RAM
- Intel 8641 – Universelle Peripherieschnittstelle, 8-Bit-Slave-Mikrocontroller
- Intel 8741 – Universelle Peripherieschnittstelle, 8-Bit-Slave-Mikrocontroller, 1 KB EPROM, 64 Byte RAM
- Intel 8741AH – Universelle Peripherieschnittstelle, 8-Bit-Slave-Mikrocontroller, 1 KB EPROM, 128 Byte RAM
- Intel 8042 – Universelle Peripherieschnittstelle, 8-Bit-Slave-Mikrocontroller, 2 KB ROM, 256 Byte RAM
- Intel 8742 – Universelle Peripherieschnittstelle, 8-Bit-Slave-Mikrocontroller, 2 KB EPROM, 128 Byte RAM
- Intel 8742AH – Universelle Peripherieschnittstelle, 8-Bit-Slave-Mikrocontroller, 2 KB OTP-EPROM, 256 Byte RAM
- Intel 8243 – Ein-/Ausgabe-Expander. Die verfügbare 28-Pin-PLCC-Version wird im ersten Quartal 1986 bemustert
- Intel 8244 – Allzweck-Grafikanzeigegerät (ASIC NTSC/SECAM)
- Intel 8245 – Allzweck-Grafikanzeigegerät (ASIC PAL)

### Intel 8051
- Einzelakkumulator mit Harvard-Architektur

MCS-51 Familie:
- 8031 – 8-Bit steuerungsorientierter Mikrocontroller
- 8032 – 8-Bit steuerungsorientierter Mikrocontroller
- 8044 – Hochleistungs-8-Bit-Mikrocontroller
- 8344 – Hochleistungs-8-Bit-Mikrocontroller
- 8744 – Hochleistungs-8-Bit-Mikrocontroller
- 8051 – 8-Bit steuerungsorientierter Mikrocontroller
- 8052 – 8-Bit steuerungsorientierter Mikrocontroller
- 8054 – 8-Bit steuerungsorientierter Mikrocontroller
- 8058 – 8-Bit steuerungsorientierter Mikrocontroller
- 8351 – 8-Bit steuerungsorientierter Mikrocontroller
- 8352 – 8-Bit steuerungsorientierter Mikrocontroller
- 8354 – 8-Bit steuerungsorientierter Mikrocontroller
- 8358 – 8-Bit steuerungsorientierter Mikrocontroller
- 8751 – 8-Bit steuerungsorientierter Mikrocontroller
- 8752 – 8-Bit steuerungsorientierter Mikrocontroller
- 8754 – 8-Bit steuerungsorientierter Mikrocontroller
- 8758 – 8-Bit steuerungsorientierter Mikrocontroller

### Intel 80151
- Einzelakkumulator mit Harvard-Architektur

MCS-151 Familie:
- 80151 – Hochleistungsfähiger 8-Bit steuerungsorientierter Mikrocontroller
- 83151 – Hochleistungsfähiger 8-Bit Steuerungs-Mikrocontroller
- 87151 – Hochleistungsfähiger 8-Bit Steuerungs-Mikrocontroller
- 80152 – Hochleistungsfähiger 8-Bit Steuerungs-Mikrocontroller
- 83152 – Hochleistungsfähiger 8-Bit steuerungsorientierter Mikrocontroller

### Intel 80251
- Einzelakkumulator mit Harvard-Architektur

MCS-251 Familie:
- 80251 – 8/16/32-Bit-Mikrocontroller
- 80252 – 8/16/32-Bit-Mikrocontroller
- 80452 – 8/16/32-Bit-Mikrocontroller
- 83251 – 8/16/32-Bit-Mikrocontroller
- 87251 – 8/16/32-Bit-Mikrocontroller
- 87253 – 8/16/32-Bit-Mikrocontroller

MCS-96 Familie:
- 8061 – 16-Bit-Mikrocontroller (Elternteil der MCS-96-Familie ROMless mit A/D, meist verkauft an Ford)
- 8094 – 16-Bit-Mikrocontroller (48-Pin ROMless ohne A/D)
- 8095 – 16-Bit-Mikrocontroller (48-Pin ROMless mit A/D)
- 8096 – 16-Bit-Mikrocontroller (68-Pin ROMless ohne A/D)
- 8097 – 16-Bit-Mikrocontroller (68-Pin ROMless mit A/D)
- 8394 – 16-Bit-Mikrocontroller (48-Pin mit ROM ohne A/D)
- 8395 – 16-Bit-Mikrocontroller (48-polig mit ROM mit A/D)
- 8396 – 16-Bit-Mikrocontroller (68-Pin mit ROM ohne A/D)
- 8397 – 16-Bit-Mikrocontroller (68-Pin mit ROM mit A/D)
- 8794 – 16-Bit-Mikrocontroller (48-Pin mit EROM ohne A/D)
- 8795 – 16-Bit-Mikrocontroller (48-polig mit EROM mit A/D)
- 8796 – 16-Bit-Mikrocontroller (68-Pin mit EROM ohne A/D)
- 8797 – 16-Bit-Mikrocontroller (68-Pin mit EROM mit A/D)
- 8098 – 16-Bit-Mikrocontroller
- 8398 – 16-Bit-Mikrocontroller
- 8798 – 16-Bit-Mikrocontroller
- 80196 – 16-Bit-Mikrocontroller
- 83196 – 16-Bit-Mikrocontroller
- 87196 – 16-Bit-Mikrocontroller
- 80296 – 16-Bit-Mikrocontroller

## Bit-Slice-Prozessor
3000 Familie
Diese im dritten Quartal 1974 eingeführten Bit-Slicing-Komponenten verwendeten bipolare Schottky-Transistoren. Ein Bipolartransistor ist ein dreischichtiges Halbleiterbauelement mit zwei pn-Übergängen. Es gibt zwei Arten: NPN (negativ-positiv-negativ) und PNP (positiv-negativ-positiv). Jede Komponente implementierte zwei Bits einer Prozessorfunktion; Pakete können miteinander verbunden werden, um einen Prozessor mit jeder gewünschten Wortlänge zu bilden. Familienmitglieder:
- 3001 – Mikrosteuereinheit
- 3002 – 2-Bit-Arithmetic-Logic-Unit-Slice
- 3003 – Look-Ahead-Carry-Generator
- 3205 – Hochleistungsfähiger 1 von 8 Binärdecoder
- 3207 – Quad-Bipolar-zu-MOS-Pegelschieber und -Treiber
- 3208 – Hex-Sense-Verstärker und Latch für MOS-Speicher
- 3210 – TTL-zu-MOS-Pegelschieber und Hochspannungstakttreiber
- 3211 – ECL-zu-MOS-Pegelschieber und Hochspannungstakttreiber
- 3212 – Multimode-Latch-Puffer
- 3214 – Interrupt-Steuereinheit
- 3216 – Paralleler, invertierender bidirektionaler Bustreiber
- 3222 – Refresh-Controller für 4K (4096 Byte) NMOS-DRAMs
- 3226 – Paralleler, invertierender bidirektionaler Bustreiber
- 3232 – Adressmultiplexer und Aktualisierungszähler für 4K-DRAMs
- 3242 – Adressmultiplexer und Aktualisierungszähler für 16K (16 × 1024 Byte) DRAMs
- 3245 – Quad-bipolarer TTL-zu-MOS-Pegelwandler und Treiber für 4K
- 3246 – Quad Bipolar ECL-zu-MOS Level Shifter und Treiber für 4K
- 3404 – Hochleistungs-6-Bit-Latch
- 3408 – Hex-Sense-Verstärker und Latch für MOS-Speicher
- 3505 – Prozessor der nächsten Generation

## 16-Bit-Prozessoren: MCS-86 Familie

### 8086
- Einführungstermin: 8. Juni 1978
- Prozessortakt:
  - 5 MHz (0,33 MIPS) (8086)
  - 8 MHz (0,66 MIPS) (8086-2)
  - 10 MHz (0,75 MIPS) (8086-1)
- Busbreite:
  - Datenbus: 16 Bit
  - Adressbus: 20 Bit
- Transistoren/Fertigungstechnik: 29.000 bei 3 µm (NMOS)
- Adressierbarer Speicher: 1 MiB
- theoretische Speicherbandbreite: 2,5 MByte/s (8086) bis 5 MByte/s (8086-1)

Verwendet wurde er zum Beispiel im Schneider-PC 1640 und vielen anderen Nachbauten des IBM-PC, in der Kommunikationstechnik (z. B. Telefonanlagen), bei Steuerungen (u. a. auch im Space Shuttle der NASA). Der Befehlssatz ist auf symbolischer Ebene (Mnemonics, Operandenformat, Adressierungsarten) angelehnt an den des 8080, um eine leichte Portierung zu ermöglichen. Zur Erweiterung des Adressraumes auf 1 MiB wird eine Segmentierung benutzt, da sich mit 16 Bit lediglich 64 KiB direkt adressieren lassen.

### 8088
- Einführungstermin: 1. Juni 1979
- Prozessortakt:
  - 5 MHz (0,33 MIPS) (8088)
  - 8 MHz (0,66 MIPS) (8088-2)
- Busbreite:
  - Datenbus: 8 Bit
  - Adressbus: 20 Bit
- Transistoren/Fertigungstechnik: 29.000 bei 3 µm (NMOS)
- Adressierbarer Speicher: 1 MiB
- theoretische Speicherbandbreite: 1,25 MByte/s (8088) bis 2 MByte/s (8088-2)
- Variante des 8086 mit externem 8-Bit-Datenbus.

Der 8088 verhält sich aus Sicht des Programmierers zwar wie ein 8086, da 8-Bit-Technologie in den späten 1970er Jahren aber verbreitet und verhältnismäßig günstig war, sollte der „schmalere“ Datenbus des 8088 den Aufbau kostengünstiger Systeme mit „8086-Technologie“ ermöglichen. Der 8088 wurde vor allem im IBM-PC und dessen Nachbauten, Telefonanlagen, Steuerungen u. v. m. verwendet. Später wurde er in iAPX88 umbenannt.

### 80186
- Einführungstermin: 1982
- Prozessortakt:
  - 6 MHz (>1 MIPS)
- Busbreite:
  - Datenbus: 16 Bit
  - Adressbus: 20 Bit
- Transistoren: 55.000
- Adressierbarer Speicher: 1 MiB

Der Intel 80186 wurde hauptsächlich in eingebetteten Systemen verwendet, eher selten in Desktop-Rechnern der IBM-Klasse (z. B. im Siemens PCD, Triumph Adler P50/P60, Tandy 2000, Philips Yes, MAD-Computer). Er enthält einen leicht verbesserten 8086-Kern mit zusätzlichen Befehlen, sowie zwei Timer, einen DMA- und einen Interrupt-Controller. Später wurde er in iAPX186 umbenannt.

### 80188
Wie der 80186, aber externem Datenbus mit 8 Bit Breite, dadurch verringerte Kosten, weil die benötigten Zusatzchips billiger waren. Später wurde er in iAPX188 umbenannt.

### 80286
- Einführungstermin: 1. Februar 1982
- Prozessortakt:
  - 6 MHz (0,9 MIPS)
  - 8 MHz, 10 MHz (1,5 MIPS)
  - 12,5 MHz (2,66 MIPS)
  - 16 MHz, 20 MHz und 25 MHz
- Busbreite:
  - Datenbus: 16 Bit
  - Adressbus: 24 Bit
- Transistoren/Fertigungstechnik: 134.000 bei 1,5 µm
- Adressierbarer Speicher: 16 MiB
- theoretische Speicherbandbreite: 6 MByte/s (6 MHz) bis 25 MByte/s (25 MHz)

Der 80286 verfügte über einen neuen Betriebsmodus (Protected Mode), der einen Speicherschutz für Multitasking-Betriebssysteme ermöglicht. Er erreicht die drei- bis sechsfache Geschwindigkeit des 8086 und war vor allem in PC-Clones verbreitet. Er kann die Encyclopædia Britannica in 45 Sekunden durchsuchen.

## 32-Bit-Prozessoren: Nicht-x86-Mikroprozessoren

### iAPX 432
- Einführungstermin: 1. Januar 1981
- Intels erster 32-Bit-Mikroprozessor
- Prozessortakt:
  - 5 MHz
  - 7 MHz
  - 8 MHz
- Multi-Chip-CPU
- Objekt-/Fähigkeitsarchitektur
- Mikrocodierte Betriebssystemprimitive
- Ein Terabyte virtueller Adressraum
- Hardwareunterstützung für Fehlertoleranz
- Zwei-Chip-General Data Processor (GDP), bestehend aus 43201 und 43202
- 43203 Schnittstellenprozessor (IP) stellt eine Schnittstelle zum E/A-Subsystem her
- Die Busschnittstelleneinheit (BIU) 43204 vereinfacht den Aufbau von Multiprozessorsystemen
- 43205 Speichersteuereinheit (MCU)
- Interne Datenbankpfade der Architektur und der Ausführungseinheit: 32 Bit

### i960
- Einführungstermin: 5. April 1988
- RISC-ähnliche 32-Bit-Architektur
- Wird überwiegend in eingebetteten Systemen verwendet
- Entstanden aus dem Capability-Prozessor, der für das BiiN-Joint-Venture mit Siemens entwickelt wurde
- Viele Varianten sind durch Suffixe aus zwei Buchstaben gekennzeichnet

### i860
- Einführungstermin: 26. Februar 1989
- RISC 32/64-Bit-Architektur mit Fließkomma-Pipeline-Eigenschaften, die für Programmierer gut sichtbar sind
- Wird im parallelen Supercomputer Intel iPSC/860 Hypercube verwendet
- Mid-Life-Kicker im i870-Prozessor (hauptsächlich eine Geschwindigkeitssteigerung, einige Verfeinerungen/Erweiterungen des Befehlssatzes)
- Wird im Prototyp des massiv-parallelen Supercomputers Intel Delta verwendet, der am California Institute of Technology stationiert ist
- Wird im massiv-parallelen Supercomputer Intel Paragon verwendet, der im Sandia National Laboratory stationiert ist

### XScale
- Einführungstermin: 23. August 2000
- 32-Bit-RISC-Mikroprozessor basierend auf der ARM-Architektur
- Viele Varianten, wie z. B. die Anwendungsprozessoren PXA2xx, I/O-Prozessoren IOP3xx und Netzwerkprozessoren IXP2xxx und IXP4xx

## 32-Bit-Prozessoren: 80386 Familie

### 80386DX
- Einführungstermin: 17. Oktober 1985
- Prozessortakt:
  - 16 MHz (5,4 MIPS)
  - 20 MHz (6,8 MIPS)
  - 25 MHz (8,5 MIPS)
  - 33 MHz (11,4 MIPS) (max. Takt von 386er CPUs von Intel, 40 MHz nur von Fremdherstellern)
- Busbreite:
  - Datenbus: 32 Bit
  - Adressbus: 32 Bit
- Transistoren/Fertigungstechnik: 275.000 bei 1 µm
- Adressierbarer Speicher: 4 GiB
- Virtueller Speicher: 64 TiB
- theoretische Speicherbandbreite: 32 MByte/s (16 MHz) bis 66 MByte/s (33 MHz)

Der i386DX war der erste x86-Prozessor mit 32 Bit Busbreite. Er besitzt einen überarbeiteten und erweiterten Speicherschutz (32-Bit-Protected Mode). Außerdem unterstützt er virtuellen Speicher und virtuellen 8086-Mode. Paging, ein linearer Adressraum und Zugriffsschutz erleichtern die Portierung von Unix-Systemen. Er wurde vor allem für Desktop-Computer benutzt. Später wurde er in Intel386 DX umbenannt.

### 80386SX
- Einführungstermin: 16. Juni 1988
- Prozessortakt:
  - 16 MHz (2,5 MIPS)
  - 20 MHz (3,1 MIPS) (Intel hat i386SX nur mit 16 MHz ausgeliefert, 20 MHz-Boards waren 25 % übertaktet)
  - 25 MHz (3,9 MIPS)
  - 33 MHz (5,1 MIPS)
- Busbreite:
  - Datenbus: 16 Bit
  - Adressbus: 24 Bit
- Transistoren/Fertigungstechnik: 275.000 bei 1 µm
- Adressierbarer Speicher: 16 MiB
- Virtueller Speicher: 64 TiB
- theoretische Speicherbandbreite: 16 MByte/s (16 MHz) bis 20 MByte/s (20 MHz)

Die geringere Busbreite des i386SX verringerte die Kosten, da 80286er-Peripherie weiter genutzt werden konnte. Softwareseitig ist er vollkommen kompatibel zum i386DX (mit der Beschränkung auf einen kleineren Adressraum), besitzt aber eine kürzere Befehlswarteschlange als der i386DX. Verwendet wurde er in Desktop-PCs und tragbaren Computern des unteren Preissegments. Später wurde er in Intel386 SX umbenannt.

### 80386SL
- Einführungstermin: 15. Oktober 1990
- Prozessortakt:
  - 20 MHz (4,2 MIPS)
  - 25 MHz (5,3 MIPS)
- Busbreite:
  - Datenbus: 16 Bit
  - Adressbus: 32 Bit
- Transistoren/Fertigungstechnik: 855.000 bei 1 µm
- Adressierbarer Speicher: 4 GiB
- Virtueller Speicher: 64 TiB

Erster Prozessor speziell für tragbare Computer (geringer Stromverbrauch). Hochintegriert, enthält Cache-, Bus- und Memory-Controller.

### 80386EX
- Einführungstermin: August 1994

- Variante von 80386SX für eingebettete Systeme

- Statischer Kern (d. h. kann so langsam (und damit energieeffizient) wie gewünscht laufen) bis zum vollständigen Stillstand
- On-Chip-Peripheriegeräte:
  - Uhr- und Energieverwaltung
  - Timer/Zähler
  - Watchdog-Timer
  - Serielle I/O-Einheiten (synchron und asynchron) und parallele I/O
  - DMA
  - RAM-Aktualisierung
  - JTAG-Testlogik

- Deutlich erfolgreicher als der 80376
- Wird an Bord mehrerer umlaufender Satelliten und Mikrosatelliten verwendet
- Wird im FlightLinux-Projekt der NASA verwendet

### 80376
- Einführungstermin: 16. Januar 1989
- Variante des 386SX für eingebettete Systeme
- Kein „Real Mode“, startet direkt im „Protected Mode“
- Ersetzt durch den viel erfolgreicheren 80386EX aus dem Jahr 1994

## 32-Bit-Prozessoren: 80486 Familie

### 80486DX
- Einführungstermin: 10. April 1989
- Prozessortakt:
  - 25 MHz (20 MIPS)
  - 33 MHz (27 MIPS)
  - 50 MHz (41 MIPS)
- Daten- und Adressbus: 32 Bit
- Transistoren/Fertigungstechnik: 1,2 Millionen bei 1 µm (50 MHz: 0,8 µm)
- Adressierbarer Speicher: 4 GiB
- Virtueller Speicher: 64 TiB
- theoretische Speicherbandbreite: 100 MByte/s (25 MHz) bis 200 MByte/s (50 MHz)

Der i486 besitzt als erster Intel-Prozessor einen auf dem Chip integrierten L1-Cache (8 KiB) und einen mathematischen Koprozessor (FPU). Er besitzt die 50-fache Geschwindigkeit des 8088 und wurde vor allem in Servern und Desktop-Computern eingesetzt. Später wurde er in Intel486 DX umbenannt.

### 80486SX
- Einführungstermin: 22. April 1991
- Prozessortakt:
  - 16 MHz (13 MIPS)
  - 20 MHz (16,5 MIPS)
  - 25 MHz (20 MIPS)
  - 33 MHz (27 MIPS)
- Daten- und Adressbus: 32 Bit
- Transistoren/Fertigungstechnik: 1,2 Millionen bei 1 µm und 900.000 bei 0,8 µm
- Adressierbarer Speicher: 4 GiB
- Virtueller Speicher: 64 TiB
- theoretische Speicherbandbreite: 80 MByte/s (20 MHz) bis 132 MByte/s (33 MHz)

Entspricht dem i486DX, aber mit fehlendem mathematischen Koprozessor (FPU) und wurde im Einstiegssegment der 486er Desktop-PC eingesetzt. Er ist erweiterbar mit dem i487-Koprozessor. Später wurde er in Intel486 SX umbenannt.

### 80486DX2
- Einführungstermin: 3. März 1992
- Prozessorsockel: Sockel 3
- Prozessortakt:
  - 40 MHz
  - 50 MHz (41 MIPS)
  - 66 MHz (54 MIPS)
- Daten- und Adressbus: 32 Bit
- Transistoren/Fertigungstechnik: 1,1 Millionen bei 0,8 µm
- Adressierbarer Speicher: 4 GiB
- Virtueller Speicher: 64 TiB
- theoretische Speicherbandbreite: 100 MByte/s (50 MHz) bis 132 MByte/s (66 MHz)

Verwendet für schnelle, aber preiswerte Desktop-PC. Der Prozessor arbeitet intern mit der doppelten Frequenz des externen Busses. Später wurde er in Intel486 DX2 umbenannt.

### 80486SL
- Einführungstermin: 9. November 1992
- Prozessortakt:
  - 20 MHz (15,4 MIPS)
  - 25 MHz (19 MIPS)
  - 33 MHz (25 MIPS)
- Daten- und Adressbus: 32 Bit
- Transistoren/Fertigungstechnik: 1,4 Millionen bei 0,8 µm
- Adressierbarer Speicher: 4 GiB
- Virtueller Speicher: 64 TiB

Eingesetzt in Notebook-PCs. Später wurde er in Intel486 SL umbenannt.

### 80486DX4
- Einführungstermin: 7. März 1994
- Prozessorsockel: Sockel 3
- Prozessortakt:
  - 75 MHz (53 MIPS)
  - 100 MHz (70,7 MIPS)
- Daten- und Adressbus: 32 Bit
- Transistoren/Fertigungstechnik: 1,6 Millionen bei 0,6 µm
- Adressierbarer Speicher: 4 GiB
- Virtueller Speicher: 64 TiB
- theoretische Speicherbandbreite: 100 MByte/s (75 MHz) bis 133 MByte/s (100 MHz)

Eingesetzt in schnellen Einstiegs-Desktop-PCs und Mittelklasse-Notebooks. Außerdem erhältlich zum Aufrüsten älterer 486DX/486SX Systeme als sog. „i486 Overdrive“.  Der Systemtakt betrug ein Drittel des Prozessortaktes, also 25 bzw. 33 MHz. Später wurde er in Intel486 DX4 umbenannt.

## 32-Bit-Prozessoren:P5Mikroarchitektur

### OriginalPentium

#### P5
- Einführungstermin: 22. März 1993
- Prozessorsockel: Sockel 4
- Prozessortakt:
  - 60 MHz (100 MIPS)
  - 66 MHz (112 MIPS)
- Busbreite:
  - Datenbus: 64 Bit
  - Adressbus: 32 Bit
- Transistoren/Fertigungstechnik: 3,1 Millionen bei 0,8 µm (BiCMOS)
- Adressierbarer Speicher: 4 GiB
- Virtueller Speicher: 64 TiB
- theoretische Speicherbandbreite: 480 MByte/s (60 MHz) bis 528 MByte/s (66 MHz)

Fünffache Geschwindigkeit des 33-MHz-486Dx-Prozessors durch superskalare Architektur, eingesetzt in Desktop-PCs. Intern mit RISC-Kern; vorgesehene Erweiterungen für Mehrprozessorbetrieb erst später relevant. CPUID-Kennung ermöglicht nun Spezialvarianten in schnellerer Folge.

#### P54
- Einführungstermin: 7. März 1994
- Prozessorsockel: Sockel 5
- Prozessortakt:
  - 75 MHz (126,5 MIPS)
  - 90 MHz (149 MIPS)
  - 100 MHz (166,3 MIPS)
- Busbreite:
  - Datenbus: 64 Bit
  - Adressbus: 32 Bit
- Transistoren/Fertigungstechnik: 3,2 Millionen bei 0,6 µm (BiCMOS)
- Adressierbarer Speicher: 4 GiB
- Virtueller Speicher: 64 TiB

#### P54C
- Einführungstermin: 7. März 1994
- Prozessorsockel: Sockel 5, kompatibel mit Sockel 7
- Prozessortakt:
  - 75 MHz
  - 90 MHz
  - 100 MHz
  - 120 MHz (203 MIPS)
- Busbreite:
  - Datenbus: 64 Bit
  - Adressbus: 32 Bit
- Transistoren/Fertigungstechnik: 3,3 Millionen bei 0,6 µm bzw. 0,35 µm (BiCMOS)
- Adressierbarer Speicher: 4 GiB
- Virtueller Speicher: 64 TiB

#### P54CS
- Einführungstermin: 7. März 1994
- Prozessorsockel: Sockel 7
- Prozessortakt:
  - 133 MHz (218,9 MIPS)
  - 150 MHz (230 MIPS)
  - 166 MHz (247 MIPS)
  - 200 MHz (270 MIPS)

- Busbreite:
  - Datenbus: 64 Bit
  - Adressbus: 32 Bit
- Transistoren/Fertigungstechnik: 3,3 Millionen bei 0,6 µm bzw. 0,35 µm (BiCMOS)
- Adressierbarer Speicher: 4 GiB
- Virtueller Speicher: 64 TiB
- theoretische Speicherbandbreite: 400 MByte/s (75 MHz) bis 528 MByte/s (100/133/166/200 MHz)

### PentiumMMX (P55C)
- Einführungstermin: 8. Januar 1997
- Prozessorsockel: Sockel 7
- Prozessortakt:
  - 166 MHz, 200 MHz, 233 MHz
  - 133 MHz, 166 MHz, 266 MHz, 200 MHz, 233 MHz und 300 MHz für Mobile
- Busbreite:
  - Datenbus: 64 Bit
  - Adressbus: 32 Bit
- Transistoren/Fertigungstechnik: 4,5 Millionen bei 0,35 µm (CMOS), später 0,28 µm
- Adressierbarer Speicher: 4 GiB
- Virtueller Speicher: 64 TiB
- theoretische Speicherbandbreite: 528 MByte/s (alle)

Einführung der MMx-Technologie und Vergrößerung des Level-1-Caches von 16 KiByte auf 32 KiByte zur Leistungssteigerung.

## 32-Bit-Prozessoren:P6/Pentium MMikroarchitektur

### Pentium Pro(P6)
- Einführungstermin: 1. November 1995
- Prozessorsockel: Sockel 8
- Prozessortakt – 0,6 µm:
  - 150 MHz
- Prozessortakt – 0,35 µm: (zwei Chips, eine 0,35 µm CPU mit 0,6 µm L2-Cache)
  - 133 MHz (nur als Vorserienmodell), Bustakt bei 2 × 66 MHz
  - 150 MHz Bustakt bei 2,5 × 60 MHz
  - 166 MHz Bustakt bei 2,5 × 66 MHz
  - 180 MHz Bustakt bei 3 × 60 MHz
  - 200 MHz Bustakt bei 3 × 66 MHz
- Interner L1-Cache: 8 + 8 KiB (Daten + Instruktionen)
- Interner L2-Cache bei vollem CPU-Takt:
  - 256 KiB L2-Cache (alle Prozessorfrequenzen)
  - 512 KiB L2-Cache (ab 166 MHz)
  - 1024 KiB L2-Cache (nur 200 MHz)
- Busbreite:
  - Datenbus: 64 Bit
  - Adressbus: 36 Bit
- Transistoren/Fertigungstechnik: 5,5 Millionen bei 0,6 µm bzw. 0,35 µm
- Adressierbarer Speicher: 64 GiB (abhängig von internen L2-Cache)
- Virtueller Speicher: 64 TiB

### Pentium II

#### Klamath
- Einführungstermin: 7. Mai 1997
- Prozessorsteckplatz: Slot 1
- Prozessortakt: 233 MHz, 266 MHz, 300 MHz
- Busbreite:
  - Datenbus: 64 Bit
  - Adressbus: 32 Bit
- 32 KiB L1-Cache
- Transistoren/Fertigungstechnik: 7,5 Millionen bei 0,35 µm
- Adressierbarer Speicher: 4 GiB
- Virtueller Speicher: 64 TiB
- theoretische Speicherbandbreite: 528 MByte/s (alle)

Der Pentium II besitzt die Mikroarchitektur des Pentium Pro, die etwas verbessert und darüber hinaus um den MMx-Befehlssatz erweitert wurde. Der Klamath wurde sogar in derselben Technologie gefertigt wie der Pentium Pro, aber – wie u. a. seine Nachfolger Deschutes und Katmai auch – in einem kostengünstigeren Einsteckmodul ausgeliefert.

#### Deschutes
- Einführungstermin: 26. Januar 1998
- Prozessorsteckplatz: Slot 1
- Prozessortakt:
  - FSB-66-Modelle: 266 MHz, 300 MHz, 333 MHz
  - FSB-100-Modelle: 350 MHz, 400 MHz, 450 MHz
- Busbreite:
  - Datenbus: 64 Bit
  - Adressbus: 32 Bit
- 32 KiB L1-Cache
- Transistoren/Fertigungstechnik: 9 Millionen bei 0,25 µm (Modelle mit 266–333 MHz bei 0,35 µm)
- Adressierbarer Speicher: 4 GiB
- Virtueller Speicher: 64 TiB
- theoretische Speicherbandbreite: 528 MByte/s (alle)

Der Deschutes war der erste Prozessor mit der Bezeichnung „Pentium“, der auch in einer Variante mit 100 MHz Bustakt verfügbar war.

#### Xeon(Drake)
- Einführungstermin: 29. Juni 1998
- Prozessortakt: 400 MHz und 450 MHz
- Busbreite:
  - Datenbus: 64 Bit
  - Adressbus: 32 Bit
- Transistoren/Fertigungstechnik: 7,5 Millionen Transistoren bei 0,25 µm
- Adressierbarer Speicher: 4 GiB
- Virtueller Speicher: 64 TiB
- theoretische Speicherbandbreite: 800 MByte/s (alle)

Der erste Xeon-Prozessor verfügt über 512, 1024 oder 2048 KiB L2-Cache. Die 2048 KiB Variante war nur beim 450 MHz Modell erhältlich.

### Celeron(Pentium IIbasierend)

#### Covington
- Einführungstermin: 15. April 1998
- Prozessorsteckplatz: Slot 1
- Prozessorfrequenzen: 266 MHz und 300 MHz
- Busbreite:
  - Datenbus: 64 Bit
  - Adressbus: 32 Bit
- 32 KiB L1-Cache
- Kein L2-Cache
- Transistoren/Fertigungstechnik: 7,5 Millionen bei 0,25 µm
- Adressierbarer Speicher: 4 GiB
- Virtueller Speicher: 64 TiB
- theoretische Speicherbandbreite: 528 MByte/s (alle)

Der erste Celeron-Prozessor verwendet den Kern der ersten Pentium-II-Variante mit der Bezeichnung Deschutes. Ihm fehlt jedoch der L2-Cache, wodurch die Leistungsfähigkeit deutlich verringert ist. Da der L2 auch nicht wie beim Pentium MMX auf der Hauptplatine
implementiert war, konnte er sich in vielen Anwendungsbereichen nicht einmal gegen den niedriger getakteten und preiswerteren Pentium MMX behaupten. Die Gleitkomma-Performance war allerdings deutlich besser als beim Pentium MMX.

#### Mendocino
- Einführungstermin: 24. August 1998
- Prozessorsteckplatz: Slot 1 und Sockel 370
- Prozessortakt:
  - 300 MHz – 533 MHz
  - 266 MHz – 500 MHz für Mobile
- Busbreite:
  - Datenbus: 64 Bit
  - Adressbus: 32 Bit
- 32 KiB L1-Cache
- 128 KiB L2-Cache
- Transistoren/Fertigungstechnik: 19 Millionen bei 0,25 µm
- Adressierbarer Speicher: 4 GiB
- Virtueller Speicher: 64 TiB
- theoretische Speicherbandbreite: 528 MByte/s (alle)

Erster Intel-Prozessor mit im Prozessor-Die integriertem L2-Cache. Er war ein guter wirtschaftlicher Kompromiss zwischen ursprünglichem Celeron und Pentium II. Später wurde der Celeron dann auch im kostengünstigeren Sockel-370-Gehäuse vertrieben, da der Slot 1 durch den integrierten L2-Cache nicht mehr nötig war. Sehr beliebt war dieser Prozessor in der PPGA-Sockel-Ausführung, mit welcher er z. B. auf dem Motherboard ABIT BP6 als günstiges Zwei-Prozessor-System tauglich war. Alle folgenden Celeron-Kerne sind dieser Fähigkeit beraubt.

### Pentium III

#### Katmai
- Einführungstermin: 26. Februar 1999
- Prozessorsteckplatz: Slot 1
- Prozessortakt: 450 MHz, 500 MHz, 533 MHz, 550 MHz und 600 MHz
- Busbreite:
  - Datenbus: 64 Bit
  - Adressbus: 32 Bit
- Transistoren/Fertigungstechnik: 9,5 Millionen bei 250 nm
- Adressierbarer Speicher: 4 GiB
- Virtueller Speicher: 64 TiB
- theoretische Speicherbandbreite: 800 MByte/s (450/500/550/600 MHz), 1067 MByte/s (533/600 MHz), den 600 MHz-Typ gab es sowohl mit FSB 100 wie mit FSB 133.

Streaming SIMD Extensions. Erstmals mit Prozessor-GUID (was Datenschutzbedenken hervorrief).

#### Coppermine
- Einführungstermin: 25. Oktober 1999
- Prozessorsteckplatz: Slot 1 und Sockel 370
- Prozessortakt:
  - 100 MHz-FSB-Typen (E-Serie): 550, 600, 650, 700, 750, 800, 850, 900 MHz, 1 GHz, 1,1 GHz
  - 133 MHz-FSB-Typen (EB-Serie): 533, 600, 667, 733, 800, 866, 933 MHz, 1 GHz, 1,13 GHz
- Busbreite:
  - Datenbus: 64 Bit
  - Adressbus: 32 Bit
- Transistoren/Fertigungstechnik: 28 Millionen bei 180 nm
- Adressierbarer Speicher: 4 GiB
- Virtueller Speicher: 64 TiB
- theoretische Speicherbandbreite: 800 MByte/s (E-Serie), 1067 MByte/s (EB-Serie)

Erster Intel-Prozessor in 180-nm-Fertigung und erster x86-Prozessor der offiziell die GHz-Grenze bei der CPU-Takfrequenz überschritten hat. Der Coppermine hat einen auf dem Chip integrierten L2-Cache („Advanced Transfer Cache“), der gegenüber seinem Vorgänger, dem Katmai, zwar von 512 KiB auf 256 KiB verkleinert wurde, aber durch eine Überarbeitung des L2-Cache-Interface einen erheblich höheren Durchsatz hat. In den meisten Anwendungsfällen ist er sogar etwas schneller als sein Vorgänger.

#### Tualatin-256
- Einführungstermin: Juni 2001
- Prozessortakt: 1,0 GHz, 1,13 GHz, 1,2 GHz, 1,26 GHz, 1,33 GHz, 1,4 GHz
- Prozessorsockel: Sockel 370
- Bauform: FC-PGA2
- Busbreite:
  - Datenbus: 64 Bit
  - Adressbus: 32 Bit
- Transistoren/Fertigungstechnik: 44 Millionen bei 130 nm
- Adressierbarer Speicher: 4 GiB
- Virtueller Speicher: 64 TiB

Erster Intel-Prozessor in 130-nm-Fertigung. 1,25 V statt 1,5 V Bus-Spannung (AGTL- statt AGTL+-Pegel), weshalb der Pentium III mit Tualatin-Kern ohne Adapter nur auf Mainboards mit dafür geeigneten Chipsätzen läuft, z. B. dem Intel i815 (B-Step) oder dem VIA 694T.

#### Tualatin-512
- Einführungstermin: Juli 2001
- Prozessortakt: 1,13 GHz, 1,26 GHz, 1,4 GHz
- Prozessorsockel: Sockel 370
- Bauform: FC-PGA2
- Busbreite:
  - Datenbus: 64 Bit
  - Adressbus: 32 Bit
- Transistoren/Fertigungstechnik: 44 Millionen bei 130 nm
- Adressierbarer Speicher: 4 GiB
- Virtueller Speicher: 64 TiB

#### Xeon(Tanner)
- Einführungstermin: 17. März 1999
- Prozessortakt – 250 nm:
  - 500 MHz und 550 MHz
- Prozessortakt – 180 nm:
  - 600 MHz, 667 MHz, 700 MHz, 733 MHz, 800 MHz, 866 MHz, 933 MHz und 1,0 GHz
- Busbreite:
  - Datenbus: 64 Bit
  - Adressbus: 32 Bit
- 256 KiB L2-Cache (bei FSB 133 MHz)
- 1 MiB und 2 MiB L2-Cache (bei FSB 100 MHz)
- Transistoren/Fertigungstechnik: 9,5 Millionen bei 250 nm bzw. 28 Millionen bei 180 nm
- Adressierbarer Speicher: 4 GiB
- Virtueller Speicher: 64 TiB

Eingesetzt in Business-PCs, two-, four- und eight-way- (und höheren) Servern und Workstations.

### Celeron(Pentium IIIbasierend)

#### Coppermine-128
- Einführungstermin: 29. März 2000
- Prozessorsockel: Sockel 370
- Prozessorfrequenzen:
  - 66 MHz-FSB-Typen: 533, 566, 600, 633, 667, 700, 733, 766 MHz
  - 100 MHz-FSB-Typen: 800, 850, 900, 950, 1000, 1,1 GHz
- Busbreite:
  - Datenbus: 64 Bit
  - Adressbus: 32 Bit
- 32 KiB L1-Cache
- 128 KiB L2-Cache
- Transistoren/Fertigungstechnik: 28,1 Millionen bei 180 nm
- Adressierbarer Speicher: 4 GiB
- Virtueller Speicher: 64 TiB
- theoretische Speicherbandbreite: 533 MByte/s (66 MHz FSB), 800 MByte/s (100 MHz FSB)

#### Tualatin
- Einführungstermin: 2. Oktober 2001
- Prozessorfrequenzen: 1100, 1200, 1300, 1400, 1500 MHz
- Bauform: FC-PGA2
- Busbreite:
  - Datenbus: 64 Bit
  - Adressbus: 32 Bit
- Transistoren/Fertigungstechnik: 44 Millionen bei 130 nm
- Adressierbarer Speicher: 4 GiB
- Virtueller Speicher: 64 TiB

Wie der Pentium III mit Tualatin-Kern in der Desktop-Variante hat der Tualatin-Celeron 256 KiB L2-Cache, wird aber nur mit 100 MHz FSB-Takt getaktet.

### Pentium M

#### Banias
- Einführungstermin: März 2003
- Prozessorsockel: Sockel 479
- Prozessortakt: 0,9 GHz – 1,7 GHz
- Busbreite:
  - Datenbus: 64 Bit
  - Adressbus: 32 Bit
- 64 KiB L1-Cache
- 1 MiB L2-Cache (integriert)
- Transistoren/Fertigungstechnik: 77 Millionen bei 130 nm
- Adressierbarer Speicher: 4 GiB
- Virtueller Speicher: 64 TiB

#### Dothan
- Einführungstermin: Mai 2004
- Prozessorsockel: Sockel 479
- Prozessortakt: 1,0 GHz – 2,1 GHz
- Busbreite:
  - Datenbus: 64 Bit
  - Adressbus: 32 Bit
- 64 KiB L1-Cache
- 2 MiB L2-Cache (integriert)
- Transistoren/Fertigungstechnik: 140 Millionen bei 90 nm
- Adressierbarer Speicher: 4 GiB
- Virtueller Speicher: 64 TiB

#### Dothan-533
- Einführungstermin: Q1 2005
- Prozessorsockel: Sockel 479
- Prozessortakt: 1,6 GHz – 2,26 GHz
- Busbreite:
  - Datenbus: 64 Bit
  - Adressbus: 32 Bit
- 64 KiB L1-Cache
- 2 MiB L2-Cache (integriert)
- Transistoren/Fertigungstechnik: 140 Millionen bei 90 nm
- Adressierbarer Speicher: 4 GiB
- Virtueller Speicher: 64 TiB

#### Stealey
- Einführungstermin: Q2 2007
- Prozessorsockel: Sockel 479
- Prozessortakt: 600 MHz und 800 MHz
- Busbreite:
  - Datenbus: 64 Bit
  - Adressbus: 32 Bit
- 64 KiB L1-Cache
- 512 KiB L2-Cache (integriert)
- Transistoren/Fertigungstechnik: 140 Millionen bei 90 nm
- Adressierbarer Speicher: 4 GiB
- Virtueller Speicher: 64 TiB

### Celeron M

#### Banias-512
- Einführungstermin: März 2003
- Prozessorsockel: Sockel 479
- Prozessortakt: 1,2 GHz – 1,5 GHz
- Busbreite:
  - Datenbus: 64 Bit
  - Adressbus: 32 Bit
- 64 KiB L1-Cache
- 512 KiB L2-Cache (integriert)
- Transistoren/Fertigungstechnik: 77 Millionen bei 130 nm
- Adressierbarer Speicher: 4 GiB
- Virtueller Speicher: 64 TiB

#### Dothan-1024
- Einführungstermin: Juli 2004
- Prozessorsockel: Sockel 479
- Prozessortakt: 1,3 GHz – 1,7 GHz
- Busbreite:
  - Datenbus: 64 Bit
  - Adressbus: 32 Bit
- 64 KiB L1-Cache
- 1 MiB L2-Cache (integriert)
- Transistoren/Fertigungstechnik: 144 Millionen bei 90 nm
- Adressierbarer Speicher: 4 GiB
- Virtueller Speicher: 64 TiB

#### Yonah-1024
- Einführungstermin: April 2006
- Prozessorsockel: Sockel 479
- Prozessortakt: 1,06 GHz – 2,00 GHz
- Busbreite:
  - Datenbus: 64 Bit
  - Adressbus: 32 Bit
- 64 KiB L1-Cache
- 1 MiB L2-Cache (integriert)
- Transistoren/Fertigungstechnik: 151 Millionen bei 65 nm
- Adressierbarer Speicher: 4 GiB
- Virtueller Speicher: 64 TiB

### Intel Core

#### Core Solo(Yonah)
- Einführungstermin: Januar 2006
- Prozessorsockel: Sockel M
- Prozessortakt (Core Solo): 1,50 GHz – 1,86 GHz
- Prozessortakt (Core Duo): 1,20 GHz – 2,33 GHz
- Busbreite:
  - Datenbus: 64 Bit
  - Adressbus: 32 Bit
- 2 MiB L2-Cache
- Transistoren/Fertigungstechnik: 151,6 Millionen bei 65 nm
- Adressierbarer Speicher: 4 GiB
- Virtueller Speicher: 64 TiB

#### Dual-CoreXeonLV (Sossaman)
- Einführungstermin: März 2006
- Prozessorsockel: Sockel M
- Prozessortakt: 2,0 GHz
- Busbreite:
  - Datenbus: 64 Bit
  - Adressbus: 32 Bit
- 2 MiB L2-Cache
- Transistoren/Fertigungstechnik: 151,6 Millionen bei 65 nm
- Adressierbarer Speicher: 4 GiB
- Virtueller Speicher: 64 TiB

## 32-Bit-Prozessoren:NetBurstMikroarchitektur

### Pentium 4

#### Willamette
- Einführungstermin: 20. November 2000[1]
- Prozessorsockel: Sockel 423 und Sockel 478
- Prozessortakt (Sockel 423): 1,3 GHz – 2,0 GHz in 100-MHz-Schritten
- Prozessortakt (Sockel 478): 1,4 GHz – 2,0 GHz in 100-MHz-Schritten
- Busbreite:
  - Datenbus: 64 Bit
  - Adressbus: 32 Bit
- 8 KiB L1-Cache
- 256 KiB L2-Cache
- Transistoren/Fertigungstechnik: 42 Millionen bei 180 nm
- Adressierbarer Speicher: 4 GiB
- Virtueller Speicher: 64 TiB
- theoretische Speicherbandbreite: 3200 MByte/s

#### Northwood
- Einführungstermin: Juli 2001[2]
- Prozessorsockel: Sockel 478
- Prozessortakt (Northwood A): 1,6 GHz – 3,0 GHz
- Prozessortakt (Northwood B): 2,26 GHz – 3,06 GHz
- Prozessortakt (Northwood C): 2,4 GHz – 3,4 GHz
- Busbreite:
  - Datenbus: 64 Bit
  - Adressbus: 32 Bit
- 8 KiB L1-Cache
- 512 KiB L2-Cache
- Transistoren/Fertigungstechnik: 55 Millionen bei 130 nm
- Adressierbarer Speicher: 4 GiB
- Virtueller Speicher: 64 TiB

#### Prescott
- Bis Serie 571[3]
- Einführungstermin: 2. Februar 2004
- Prozessorsockel: Sockel 478 und LGA775
- Prozessortakt (133 MHz-FSB): 2,26 GHz – 2,80 GHz
- Prozessortakt (200 MHz-FSB): 2,8 GHz – 3,8 GHz
- Busbreite:
  - Datenbus: 64 Bit
  - Adressbus: 32 Bit
- 16 KiB L1-Cache
- 1 MiB L2-Cache
- Transistoren/Fertigungstechnik: 125 Millionen bei 90 nm
- Adressierbarer Speicher: 4 GiB
- Virtueller Speicher: 64 TiB
- theoretische Speicherbandbreite: 6400 MByte/s

### Celeron

#### Willamette-128
- Einführungstermin: 15. Mai 2002[4]
- Prozessorsockel: Sockel 478
- Prozessortakt: 1,5 GHz – 2,0 GHz
- Busbreite:
  - Datenbus: 64 Bit
  - Adressbus: 32 Bit
- 8 KiB L1-Cache
- 128 KiB L2-Cache
- Transistoren/Fertigungstechnik: 42 Millionen bei 180 nm
- Adressierbarer Speicher: 4 GiB
- Virtueller Speicher: 64 TiB

#### Northwood-128
- Einführungstermin: 18. September 2002[5]
- Prozessorsockel: Sockel 478
- Prozessortakt: 1,6 GHz – 2,8 GHz
- Busbreite:
  - Datenbus: 64 Bit
  - Adressbus: 32 Bit
- 8 KiB L1-Cache
- 128 KiB L2-Cache
- Transistoren/Fertigungstechnik: 55 Millionen bei 130 nm
- Adressierbarer Speicher: 4 GiB
- Virtueller Speicher: 64 TiB

### Mobile Celeron(Northwood-256)
- Einführungstermin: September 2002[6]
- Prozessorsockel: Sockel 478
- Prozessortakt: 1,4 GHz – 2,5 GHz
- Busbreite:
  - Datenbus: 64 Bit
  - Adressbus: 32 Bit
- 8 KiB L1-Cache
- 256 KiB L2-Cache
- Transistoren/Fertigungstechnik: 125 Millionen bei 130 nm
- Adressierbarer Speicher: 4 GiB
- Virtueller Speicher: 64 TiB

### Mobile Pentium 4

#### Northwood
- Einführungstermin: 12. Juni 2003[7]
- Prozessorsockel: Sockel 478
- Prozessortakt (ohne Hyper-Threading): 2,40 GHz – 3,07 GHz
- Prozessortakt (mit Hyper-Threading): 2,66 GHz – 3,33 GHz
- Busbreite:
  - Datenbus: 64 Bit
  - Adressbus: 32 Bit
- 8 KiB L1-Cache
- 512 KiB L2-Cache
- Transistoren/Fertigungstechnik: 55 Millionen bei 130 nm
- Adressierbarer Speicher: 4 GiB
- Virtueller Speicher: 64 TiB

#### Northwood-4M
- Einführungstermin: 4. März 2002[8]
- Prozessorsockel: Sockel 478
- Prozessortakt: 1,4 GHz – 2,4 GHz (100-MHz-Schritte)
- Busbreite:
  - Datenbus: 64 Bit
  - Adressbus: 32 Bit
- 8 KiB L1-Cache
- 512 KiB L2-Cache
- Transistoren/Fertigungstechnik: 55 Millionen bei 130 nm
- Adressierbarer Speicher: 4 GiB
- Virtueller Speicher: 64 TiB

#### Prescott
- Einführungstermin: Juni 2004[7]
- Prozessorsockel: LGA775 und Sockel 478
- Prozessortakt: 2,4 GHz – 3,46 GHz
- Busbreite:
  - Datenbus: 64 Bit
  - Adressbus: 32 Bit
- 16 KiB L1-Cache
- 1 MiB L2-Cache
- Transistoren/Fertigungstechnik: 125 Millionen bei 90 nm
- Adressierbarer Speicher: 4 GiB
- Virtueller Speicher: 64 TiB

### Pentium 4 Extreme Edition

#### Gallatin
- Einführungstermin: 2. Februar 2004[9]
- Prozessorsockel: PGA478 und LGA775
- Prozessortakt (PGA478): 3,2 GHz – 3,40 GHz
- Prozessortakt (LGA775): 3,40 GHz – 3,46 GHz
- Busbreite:
  - Datenbus: 64 Bit
  - Adressbus: 32 Bit
- 8 KiB L1-Cache
- 512 KiB L2-Cache
- 2 MiB L3-Cache
- Transistoren/Fertigungstechnik: 178 Millionen bei 130 nm
- Adressierbarer Speicher: 4 GiB
- Virtueller Speicher: 64 TiB

#### Prescott-2M
- Einführungstermin: 2. Februar 2004[9]
- Prozessorsockel: LGA775
- Prozessortakt: 3,73 GHz
- Busbreite:
  - Datenbus: 64 Bit
  - Adressbus: 32 Bit
- 16 KiB L1-Cache
- 2 MiB L2-Cache
- Transistoren/Fertigungstechnik: 169 Millionen bei 90 nm
- Adressierbarer Speicher: 4 GiB
- Virtueller Speicher: 64 TiB

### Celeron D

#### Prescott-256
- Einführungstermin: 24. Juni 2004[10]
- Prozessorsockel: Sockel 478 und LGA775
- Prozessortakt (ohne Intel 64): 2,13 GHz – 3,20 GHz
- Prozessortakt (mit Intel 64): 2,53 GHz – 3,33 GHz
- Busbreite:
  - Datenbus: 64 Bit
  - Adressbus: 32 Bit
- 16 KiB L1-Cache
- 256 KiB L2-Cache
- Transistoren/Fertigungstechnik: 125 Millionen bei 90 nm
- Adressierbarer Speicher: 4 GiB
- Virtueller Speicher: 64 TiB

#### Cedar Mill-512
- Einführungstermin: Juni 2006[11]
- Prozessorsockel: LGA775
- Prozessortakt: 3,06 GHz – 3,60 GHz
- Busbreite:
  - Datenbus: 64 Bit
  - Adressbus: 32 Bit
- 16 KiB L1-Cache
- 512 KiB L2-Cache
- Transistoren/Fertigungstechnik: 151,6 Millionen bei 65 nm
- Adressierbarer Speicher: 4 GiB
- Virtueller Speicher: 64 TiB

## 64-Bit-Prozessoren:IA-64

### Itanium(Merced)
- Einführungstermin: Juni 2001[12]
- Prozessorsockel: PAC418
- Prozessortakt: 733 MHz, 800 MHz
- Busbreite: 64 Bit
- 32 KiB L1-Cache
- 96 KiB L2-Cache
- 2 MiB und 4 MiB L3-Cache
- Transistoren/Fertigungstechnik: 325 Millionen (zuzüglich L3-Cache) bei 180 nm
- Adressierbarer Speicher: 64 GiB

Der Intel Itanium ist ein 64-Bit-Mikroprozessor, der gemeinsam von Hewlett-Packard und Intel entwickelt wurde. Entwicklungsziel war eine Hochleistungs-Architektur der „Post-RISC-Ära“ unter Verwendung eines abgewandelten VLIW-Designs mit Namen Explicitly Parallel Instruction Computing oder kurz EPIC. Der native Befehlssatz des Itanium ist IA-64. Die Befehle der älteren x86-Prozessoren können nur in einem (sehr langsamen) Firmware-Emulationsmodus ausgeführt werden. Daneben bestehen Erweiterungen zur leichteren Migration von Prozessoren der PA-RISC-Familie.

### Itanium 2

#### McKinley
- Einführungstermin: 8. Juli 2002[13]
- Prozessorsockel: PAC418 und PAC611
- Prozessortakt:
  - 900 MHz mit 1,5 MiB L3-Cache
  - 1 GHz mit 3 MiB L3-Cache
- Busbreite: 128 Bit
- 32 KiB L1-Cache
- 256 KiB L2-Cache
- 1,5 MiB und 3 MiB L3-Cache
- Transistoren/Fertigungstechnik: 221 Millionen bei 180 nm
- Adressierbarer Speicher: 18 TiB

Der McKinley-Kern behebt als erster Itanium II einige der größten Mankos des alten Itanium (Merced-Kern). So wurden die hohen Latenzzeiten der L1- und L2-Caches gesenkt und darüber hinaus auch der L3-Cache direkt auf dem Die integriert. Der Front Side Bus wurde von 64 auf 128 Bit verbreitert und von 266 auf 400 MHz beschleunigt. Auch wurde die Ausführungsgeschwindigkeit der x86-Emulation erhöht.

#### Madison
- Einführungstermin: 30. Juni 2003[13]
- Prozessorsockel: PAC418 und PAC611
- Prozessortakt:
  - 1,3 GHz mit 3 MiB L3-Cache
  - 1,4 GHz mit 1,5 MiB L3-Cache
  - 1,4 GHz mit 3 MiB L3-Cache
  - 1,4 GHz mit 4 MiB L3-Cache
  - 1,5 GHz mit 6 MiB L3-Cache
  - 1,6 GHz mit 6 MiB L3-Cache
  - 1,6 GHz mit 9 MiB L3-Cache

- Busbreite: 128 Bit
- 32 KiB L1-Cache
- 256 KiB L2-Cache
- 1,5 MiB, 3 MiB, 4 MiB, 6 MiB und 9 MiB L3-Cache
- Transistoren/Fertigungstechnik: 221 Millionen bei 130 nm
- Adressierbarer Speicher: 18 TiB

Der Madison Core integriert weitere Performance Verbesserungen. Neu im Portfolio waren Prozessoren mit 1,5 GHz bei 6 MiB Cache, 1,4 GHz mit 4 MiB und 1,3 GHz mit 3 MiB. Die 1,5-GHz-Version erreichte damals die höchsten SpecFP- und SpecInt-Werte eines in Serie gefertigten Einzelprozessors.

#### Deerfield
- Einführungstermin: 8. September 2003[13]
- Prozessorsockel: PAC418 und PAC611
- Prozessortakt: 1,0 GHz
- Busbreite: 128 Bit
- 32 KiB L1-Cache
- 256 KiB L2-Cache
- 1,5 MiB L3-Cache
- Transistoren/Fertigungstechnik: 221 Millionen bei 130 nm
- Adressierbarer Speicher: 18 TiB

Der Deerfield Core ist die erste stromsparende Version (62 Watt) des Itanium II und wird für Systeme mit hoher CPU-Dichte (Cluster) empfohlen.

#### Hondo
- Einführungstermin: Q1 2004[13]
- Prozessorsockel: PAC418 und PAC611
- Prozessortakt: 1,1 GHz Dual Core
- Busbreite: 128 Bit
- 32 KiB L1-Cache
- 256 KiB L2-Cache
- 4 MiB L3-Cache
- 32 MiB L4-Cache
- Transistoren/Fertigungstechnik: 410 Millionen bei 130 nm
- Adressierbarer Speicher: 18 TiB

Der Hondo ist sowohl die erste Itanium-II-Version mit L4 Cache als auch die erste Dual-Core Version, sie wurde ausschließlich von HP vermarktet.

#### Madison-9M
- Einführungstermin: 8. November 2004[13]
- Prozessorsockel: PAC418 und PAC611
- Prozessortakt: 1,3 GHz, 1,6 GHz
- Busbreite: 128 Bit
- 32 KiB L1-Cache
- 256 KiB L2-Cache
- 3 MiB L3-Cache
- Transistoren/Fertigungstechnik: 221 Millionen bei 130 nm
- Adressierbarer Speicher: 18 TiB

Der Madison 9 M integriert weitere Performance Verbesserungen und bietet erstmals einen FSB von 667 MHz. Für den Low-End-Bereich steht eine Version des Madison 9M namens Fanwood zur Verfügung.

## 64-Bit-Prozessoren: Intel 64 –NetBurstMikroarchitektur

### Pentium 4

#### Prescott-2M
- Serie 620 bis Serie 672[3]
- Einführungstermin: 20. Februar 2005
- Prozessorsockel: LGA775
- Prozessortakt: 2,6 GHz – 3,8 GHz (in 0,2 GHz Schritten)
- Busbreite:
  - Datenbus: 64 Bit
  - Adressbus: 32 Bit
- 16 KiB L1-Cache
- 2 MiB L2-Cache
- Transistoren/Fertigungstechnik: 169 Millionen bei 90 nm
- Adressierbarer Speicher: 4 GiB
- Virtueller Speicher: 64 TiB

#### Cedar Mill
- Einführungstermin: 16. Januar 2006[14]
- Prozessorsockel: LGA775
- Prozessortakt: 3,0 GHz – 3,6 GHz (in 0,2 GHz Schritten)
- Busbreite:
  - Datenbus: 64 Bit
  - Adressbus: 32 Bit
- 16 KiB L1-Cache
- 2 MiB L2-Cache
- Transistoren/Fertigungstechnik: 188 Millionen bei 65 nm
- Adressierbarer Speicher: 4 GiB
- Virtueller Speicher: 64 TiB

### Pentium D

#### Smithfield
- Einführungstermin: 26. Mai 2005[15]
- Prozessorsockel: LGA775
- Prozessortakt: 2,66 GHz – 3,20 GHz (in 0,2 GHz Schritten)
- Busbreite:
  - Datenbus: 64 Bit
  - Adressbus: 32 Bit
- 32 KiB L1-Cache
- 2 MiB L2-Cache
- Transistoren/Fertigungstechnik: 230 Millionen bei 90 nm
- Adressierbarer Speicher: 4 GiB
- Virtueller Speicher: 64 TiB

#### Presler
- Einführungstermin: 5. Januar 2006[16]
- Prozessorsockel: LGA775
- Prozessortakt: 2,8 GHz – 3,6 GHz (in 0,2 GHz Schritten)
- Busbreite:
  - Datenbus: 64 Bit
  - Adressbus: 32 Bit
- 32 KiB L1-Cache
- 4 MiB L2-Cache
- Transistoren/Fertigungstechnik: 376 Millionen bei 65 nm
- Adressierbarer Speicher: 4 GiB
- Virtueller Speicher: 64 TiB

### Pentium Extreme Edition

#### Smithfield
- Einführungstermin: 18. April 2005[17]
- Prozessorsockel: LGA775
- Prozessortakt: 3,2 GHz
- Busbreite:
  - Datenbus: 64 Bit
  - Adressbus: 32 Bit
- 32 KiB L1-Cache
- 2 MiB L2-Cache
- Transistoren/Fertigungstechnik: 230 Millionen bei 90 nm
- Adressierbarer Speicher: 4 GiB
- Virtueller Speicher: 64 TiB

#### Presler
- Einführungstermin: 27. Dezember 2005[17]
- Prozessorsockel: LGA775
- Prozessortakt: 3,46 GHz, 3,73 GHz
- Busbreite:
  - Datenbus: 64 Bit
  - Adressbus: 32 Bit
- 32 KiB L1-Cache
- 4 MiB L2-Cache
- Transistoren/Fertigungstechnik: 376 Millionen bei 65 nm
- Adressierbarer Speicher: 4 GiB
- Virtueller Speicher: 64 TiB

### Xeon(64-Bit NetBurst)

#### Nocona
- Einführungstermin: 28. Juni 2004[18]
- Prozessorsockel: PGA604
- Prozessortakt: 2,8 GHz – 3,6 GHz (in 0,2 GHz Schritten)
- Busbreite: 64 Bit
- 16 KiB L1-Cache
- 1 MiB L2-Cache
- Fertigungstechnik: 90 nm
- Adressierbarer Speicher: 64 GiB

#### Irwindale
- Einführungstermin: 14. Februar 2005[19]
- Prozessorsockel: PGA604
- Prozessortakt: 2,8 GHz – 3,8 GHz (in 0,2 GHz Schritten)
- Busbreite: 64 Bit
- 16 KiB L1-Cache
- 2 MiB L2-Cache
- Fertigungstechnik: 90 nm
- Adressierbarer Speicher: 64 GiB

#### Cranford MP
- Einführungstermin: 29. März 2005[20]
- Prozessorsockel: PGA604
- Prozessortakt: 3,16 GHz, 3,33 GHz, 3,66 GHz
- Busbreite: 64 Bit
- 16 KiB L1-Cache
- 1 MiB L2-Cache
- Fertigungstechnik: 90 nm
- Virtueller Speicher: 1 TiB

#### Potomac MP
- Einführungstermin: 29. März 2005[21]
- Prozessorsockel: PGA604
- Prozessortakt: 2,83 GHz, 3,00 GHz, 3,33 GHz
- Busbreite: 64 Bit
- 16 KiB L1-Cache
- 1 MiB L2-Cache
- 4 MiB und 8 MiB L3-Cache
- Fertigungstechnik: 90 nm
- Virtueller Speicher: 1 TiB

#### Paxville DP
- Einführungstermin: 10. Oktober 2005[22]
- Prozessorsockel: PGA604
- Prozessortakt: 2,8 GHz
- Busbreite: 64 Bit
- 32 KiB L1-Cache
- 4 MiB L2-Cache
- Fertigungstechnik: 90 nm
- Adressierbarer Speicher: 64 GiB
- Virtueller Speicher: 1 TiB

#### Paxville MP
- Dual Core Xeon 7000-Serie[23]
- Einführungstermin: 1. November 2005
- Prozessorsockel: PGA604
- Prozessortakt: 2,66 GHz – 3,00 GHz
- Busbreite: 64 Bit
- 32 KiB L1-Cache
- 2 MiB und 4 MiB L2-Cache
- Fertigungstechnik: 90 nm
- Adressierbarer Speicher: 64 GiB
- Virtueller Speicher: 1 TiB

#### Dempsey
- Dual Core Xeon 5000-Serie[24]
- Einführungstermin: 23. Mai 2006
- Prozessorsockel: LGA771
- Prozessortakt: 2,5 GHz – 3,73 GHz
- Busbreite: 64 Bit
- 128 KiB L1-Cache
- 4 MiB L2-Cache
- Fertigungstechnik: 65 nm
- Adressierbarer Speicher: 64 GiB
- Virtueller Speicher: 1 TiB

#### Tulsa
- Dual Core Xeon 7100-Serie[25]
- Einführungstermin: 29. August 2006
- Prozessorsockel: PGA604
- Prozessortakt: 2,5 GHz – 3,5 GHz
- Busbreite: 64 Bit
- 32 KiB L1-Cache
- 2 MiB L2-Cache
- 4 MiB, 8 MiB und 16 MiB L3-Cache
- Fertigungstechnik: 65 nm
- Adressierbarer Speicher: 64 GiB
- Virtueller Speicher: 1 TiB

## 64-Bit-Prozessoren: Intel 64 –CoreMikroarchitektur

### Xeon(64-Bit Core)

#### Woodcrest
- Dual Core Xeon 5100-Serie[26]
- Einführungstermin: 26. Juni 2006
- Prozessorsockel: LGA771
- Prozessortakt: 1,6 GHz – 3,0 GHz
- Busbreite: 64 Bit
- 128 KiB L1-Cache
- 4 MiB L2-Cache
- Fertigungstechnik: 65 nm

#### Clovertown
- Dual Core Xeon 5300-Serie[27]
- Einführungstermin: 13. Dezember 2006
- Prozessorsockel: LGA771
- Prozessortakt: 1,6 GHz – 3,0 GHz
- Busbreite: 64 Bit
- 256 KiB L1-Cache
- 8 MiB L2-Cache
- Transistoren/Fertigungstechnik: 582 Millionen bei 65 nm

### Intel Core 2

#### Conroe / Conroe XE
- Einführungstermin: 27. Juli 2006[28]
- Prozessorsockel: LGA775
- Prozessortakt – Conroe: 1,86 GHz – 3,0 GHz
- Prozessortakt – Conroe XE: 2,93 GHz
- Busbreite: 64 Bit
- 64 KiB L1-Cache
- 2 MiB und 4 MiB L2-Cache
- Transistoren/Fertigungstechnik: 291 Millionen bei 65 nm
- Adressierbarer Speicher: 4 GiB
- Virtueller Speicher: 64 TiB

#### Allendale
- Einführungstermin: 21. Januar 2007[29]
- Prozessorsockel: LGA775
- Prozessortakt: 1,8 GHz – 2,4 GHz
- Busbreite: 64 Bit
- 64 KiB L1-Cache
- 2 MiB L2-Cache
- Transistoren/Fertigungstechnik: 167 Millionen bei 65 nm
- Adressierbarer Speicher: 4 GiB
- Virtueller Speicher: 64 TiB

#### Merom
- Einführungstermin: 27. Juli 2006[30]
- Prozessorsockel: Sockel M und Sockel P
- Prozessortakt: 1,06 GHz – 2,80 GHz
- Busbreite: 64 Bit
- 64 KiB L1-Cache
- 4 MiB L2-Cache
- Transistoren/Fertigungstechnik: 291 Millionen bei 65 nm
- Adressierbarer Speicher: 4 GiB
- Virtueller Speicher: 64 TiB

#### Kentsfield
- Einführungstermin: 2. November 2006[31]
- Prozessorsockel: LGA775
- Prozessortakt: 2,4 GHz – 3,0 GHz
- Busbreite: 64 Bit
- 64 KiB L1-Cache
- 4 MiB L2-Cache
- Transistoren/Fertigungstechnik: 291 Millionen bei 65 nm
- Adressierbarer Speicher: 4 GiB
- Virtueller Speicher: 64 TiB

#### Yorkfield
- Einführungstermin: 11. November 2007[31]
- Prozessorsockel: LGA775
- Prozessortakt: 2,33 GHz – 3,20 GHz
- Busbreite: 64 Bit
- 64 KiB L1-Cache
- 2 MiB, 4 MiB, 6 MiB und 12 MiB L2-Cache
- Transistoren/Fertigungstechnik: 410 Millionen bei 45 nm
- Adressierbarer Speicher: 4 GiB
- Virtueller Speicher: 64 TiB

#### Wolfdale / Wolfdale-3M
- Einführungstermin: 7. Januar 2008[32]
- Prozessorsockel: LGA775
- Prozessortakt – Wolfdale: 2,66 GHz – 3,33 GHz
- Prozessortakt – Wolfdale-3M: 2,53 GHz – 3,06 GHz
- Busbreite: 64 Bit
- 64 KiB L1-Cache
- 3 MiB und 6 MiB L2-Cache
- Transistoren/Fertigungstechnik: 410 Millionen bei 45 nm
- Adressierbarer Speicher: 4 GiB
- Virtueller Speicher: 64 TiB

### Pentium Dual-Core

#### Allendale-1024
- Einführungstermin: 5. Juni 2007[29]
- Prozessorsockel: LGA775
- Prozessortakt: 1,6 GHz – 2,4 GHz
- Busbreite: 64 Bit
- 64 KiB L1-Cache
- 1024 KiB L2-Cache
- Transistoren/Fertigungstechnik: 167 Millionen bei 65 nm
- Adressierbarer Speicher: 4 GiB
- Virtueller Speicher: 64 TiB

#### Wolfdale-1024
- Einführungstermin: Q2 2009[33]
- Prozessorsockel: LGA775
- Prozessortakt: 2,2 GHz
- Busbreite: 64 Bit
- 64 KiB L1-Cache
- 1024 KiB L2-Cache
- Fertigungstechnik: 45 nm
- Adressierbarer Speicher: 4 GiB
- Virtueller Speicher: 64 TiB

#### Penryn-2048
- Einführungstermin: 1. September 2008[34]
- Prozessorsockel: LGA775
- Prozessortakt: 2,5 GHz – 3,5 GHz
- Busbreite: 64 Bit
- 64 KiB L1-Cache
- 2048 KiB L2-Cache
- Fertigungstechnik: 45 nm
- Adressierbarer Speicher: 4 GiB
- Virtueller Speicher: 64 TiB

### Celeron(64-Bit Core)

#### Allendale-512
- Einführungstermin: 7. Januar 2008[29]
- Prozessorsockel: LGA775
- Prozessortakt: 1,6 GHz – 2,4 GHz
- Busbreite: 64 Bit
- 64 KiB L1-Cache
- 512 KiB L2-Cache
- Transistoren/Fertigungstechnik: 167 Millionen bei 65 nm
- Adressierbarer Speicher: 4 GiB
- Virtueller Speicher: 64 TiB

#### Wolfdale-1024
- Einführungstermin: 6. September 2009[35]
- Prozessorsockel: LGA775
- Prozessortakt: 2,4 GHz – 2,6 GHz
- Busbreite: 64 Bit
- 64 KiB L1-Cache
- 1024 KiB L2-Cache
- Fertigungstechnik: 45 nm
- Adressierbarer Speicher: 4 GiB
- Virtueller Speicher: 64 TiB

#### Conroe-L / Conroe-CL
- Einführungstermin: Juni 2007[36]
- Prozessorsockel: LGA775
- Prozessortakt – Conroe-L: 1,6 GHz – 2,4 GHz
- Prozessortakt – Conroe-CL: 1,87 GHz
- Busbreite: 64 Bit
- 64 KiB L1-Cache
- 512 KiB L2-Cache
- Transistoren/Fertigungstechnik: 167 Millionen bei 65 nm
- Adressierbarer Speicher: 4 GiB
- Virtueller Speicher: 64 TiB

### Celeron M(64-Bit Core) (Merom-L)
- Einführungstermin: Januar 2007[37]
- Prozessorsockel: Sockel M und Sockel P
- Prozessortakt: 1,60 GHz – 2,26 GHz
- Busbreite: 64 Bit
- 64 KiB L1-Cache
- 1 MiB L2-Cache
- Fertigungstechnik: 65 nm
- Adressierbarer Speicher: 4 GiB
- Virtueller Speicher: 64 TiB

## 64-Bit-Prozessoren der 1. Generation

### Nehalem
Desktop
Mobil

### Westmere
Desktop
Mobil
Embedded

### Jasper Forest
Embedded

## 64-Bit-Prozessoren der 2. Generation

### Sandy Bridge
Desktop
Mobil
Embedded
Server

### Gladden
Embedded

### Penryn
Mobil

## 64-Bit-Prozessoren der 3. Generation

### Ivy Bridge
Desktop
Mobil
Embedded
Server

## 64-Bit-Prozessoren der 4. Generation

### Haswell
Desktop
Mobil
Embedded

### Bay Trail
Desktop
Mobil

## 64-Bit-Prozessoren der 5. Generation

### Broadwell
Desktop
Mobil
Embedded
Server

### Braswell
Desktop
Mobil

## 64-Bit-Prozessoren der 6. Generation

### Skylake
Desktop
Mobil
Embedded

### Apollo Lake
Desktop
Mobil

## 64-Bit-Prozessoren der 7. Generation

### Kaby Lake
Desktop
Mobil
Embedded

## 64-Bit-Prozessoren der 8. Generation

### Coffee Lake
Desktop
Mobil
Embedded

### Kaby Lake Refresh
Mobil

### Cannon Lake
Mobil

### Whiskey Lake
Mobil
Embedded

### Gemini Lake
Desktop
Mobil

## 64-Bit-Prozessoren der 9. Generation

### Coffee Lake Refresh
Desktop
Mobil
Embedded

### Gemini Lake Refresh
Desktop
Mobil

## 64-Bit-Prozessoren der 10. Generation

### Comet Lake
Desktop
Mobil
Embedded

### Cascade Lake
Desktop

### Amber Lake
Mobil

### Ice Lake
Mobil

### Lakefield
Mobil

## 64-Bit-Prozessoren der 11. Generation

### Tiger Lake
Desktop
Mobil
Embedded

### Rocket Lake
Desktop

### Elkhart Lake
Embedded

### Jasper Lake
Mobil

## 64-Bit-Prozessoren der 12. Generation

### Alder Lake
Desktop
Mobil
| Marke \| Modell | Marke \| Modell | Revi- sion | Sockel  | Kerne/ Threads | L3- Cache | Prozessortakt (Maximaltakt) | IGP                      | IGP                        | RAM   | RAM                                          | TDP | Ein- führungs- datum | sSpec- Num- mer |
| Marke \| Modell | Marke \| Modell | Revi- sion | Sockel  | Kerne/ Threads | L3- Cache | Prozessortakt (Maximaltakt) | Modell (Execution Units) | Standardtakt (Maximaltakt) | Größe | Speicher- Controller                         | TDP | Ein- führungs- datum | sSpec- Num- mer |
| --------------- | --------------- | ---------- | ------- | -------------- | --------- | --------------------------- | ------------------------ | -------------------------- | ----- | -------------------------------------------- | --- | -------------------- | --------------- |
| Prozessor       | N100            | N0         | BGA1264 | 4 / 4          | 6 MB      | (3,4 GHz)                   | UHD (24)                 | (750 MHz)                  | 16 GB | Dual-Channel DDR5–4800 DDR4–3200 LPDDR5–4800 | 6 W | Q1 2023              | SRMDM           |
| Prozessor       | N200            | N0         | BGA1264 | 4 / 4          | 6 MB      | (3,7 GHz)                   | UHD (32)                 | (750 MHz)                  | 16 GB | Dual-Channel DDR5–4800 DDR4–3200 LPDDR5–4800 | 6 W | Q1 2023              | SRMDN           |

Embedded
| Marke \| Modell | Marke \| Modell | Revi- sion | Sockel  | Kerne/ Threads | L3- Cache | Prozessortakt (Maximaltakt) | IGP                      | IGP                        | RAM   | RAM                                          | TDP  | Ein- führungs- datum | sSpec- Num- mer |
| Marke \| Modell | Marke \| Modell | Revi- sion | Sockel  | Kerne/ Threads | L3- Cache | Prozessortakt (Maximaltakt) | Modell (Execution Units) | Standardtakt (Maximaltakt) | Größe | Speicher- Controller                         | TDP  | Ein- führungs- datum | sSpec- Num- mer |
| --------------- | --------------- | ---------- | ------- | -------------- | --------- | --------------------------- | ------------------------ | -------------------------- | ----- | -------------------------------------------- | ---- | -------------------- | --------------- |
| Prozessor       | N50             | N0         | BGA1264 | 2 / 2          | 6 MB      | (3,4 GHz)                   | UHD (16)                 | (750 MHz)                  | 16 GB | Dual-Channel DDR5–4800 DDR4–3200 LPDDR5–4800 | 6 W  | Q1 2023              | SRMDP           |
| Prozessor       | N97             | N0         | BGA1264 | 4 / 4          | 6 MB      | (3,6 GHz)                   | UHD (24)                 | (1,20 GHz)                 | 32 GB | Dual-Channel DDR5–4800 DDR4–3200 LPDDR5–4800 | 12 W | Q1 2023              | SRMLM           |

## 64-Bit-Prozessoren der 13. Generation

### Raptor Lake
Desktop
Mobil
| Marke \| Modell | Marke \| Modell | Revi- sion | Sockel  | Kerne/ Threads    | L3- Cache | Prozessortakt (Maximaltakt) | Prozessortakt (Maximaltakt) | IGP                      | IGP                        | RAM   | RAM                                                         | TDP         | Ein- führungs- datum | sSpec- Num- mer |
| Marke \| Modell | Marke \| Modell | Revi- sion | Sockel  | Kerne/ Threads    | L3- Cache | Prozessortakt (Maximaltakt) | Prozessortakt (Maximaltakt) | Modell (Execution Units) | Standardtakt (Maximaltakt) | Größe | Speicher- Controller                                        | TDP         | Ein- führungs- datum | sSpec- Num- mer |
| Marke \| Modell | Marke \| Modell | Revi- sion | Sockel  | Kerne/ Threads    | L3- Cache | P                           | E                           | Modell (Execution Units) | Standardtakt (Maximaltakt) | Größe | Speicher- Controller                                        | TDP         | Ein- führungs- datum | sSpec- Num- mer |
| --------------- | --------------- | ---------- | ------- | ----------------- | --------- | --------------------------- | --------------------------- | ------------------------ | -------------------------- | ----- | ----------------------------------------------------------- | ----------- | -------------------- | --------------- |
| Prozessor       | U300            | Q0         | BGA1744 | P: 1 / 2 E: 4 / 4 | 8 MB      | (4,4 GHz)                   | (3,3 GHz)                   | UHD (48)                 | (1,10 GHz)                 | 96 GB | Dual-Channel DDR5–5200 DDR4–3200 LPDDR5/x–5200 LPDDR4x–4267 | 15 W (55 W) | Q1 2023              | SRMLU           |

Embedded
| Marke \| Modell | Marke \| Modell | Revi- sion | Sockel  | Kerne/ Threads    | L3- Cache | Prozessortakt (Maximaltakt) | Prozessortakt (Maximaltakt) | IGP                      | IGP                        | RAM   | RAM                                                          | TDP         | Ein- führungs- datum | sSpec- Num- mer |
| Marke \| Modell | Marke \| Modell | Revi- sion | Sockel  | Kerne/ Threads    | L3- Cache | Prozessortakt (Maximaltakt) | Prozessortakt (Maximaltakt) | Modell (Execution Units) | Standardtakt (Maximaltakt) | Größe | Speicher- Controller                                         | TDP         | Ein- führungs- datum | sSpec- Num- mer |
| Marke \| Modell | Marke \| Modell | Revi- sion | Sockel  | Kerne/ Threads    | L3- Cache | P                           | E                           | Modell (Execution Units) | Standardtakt (Maximaltakt) | Größe | Speicher- Controller                                         | TDP         | Ein- führungs- datum | sSpec- Num- mer |
| --------------- | --------------- | ---------- | ------- | ----------------- | --------- | --------------------------- | --------------------------- | ------------------------ | -------------------------- | ----- | ------------------------------------------------------------ | ----------- | -------------------- | --------------- |
| Prozessor       | U300E           | Q0         | BGA1744 | P: 1 / 2 E: 4 / 4 | 8 MB      | (4,3 GHz)                   | (3,2 GHz)                   | UHD (48)                 | (1,10 GHz)                 | 96 GB | Dual-Channel DDR5–5200 DDR4–3200 LPDDR5/x–5200 LPDDR4/x–4267 | 15 W (55 W) | Q1 2023              | SRMNJ           |

## 64-Bit-Prozessoren der 14. Generation

### Raptor Lake Refresh
Desktop
| Marke \| Modell | Marke \| Modell | Revi- sion | Sockel  | Kerne/ Threads    | L3- Cache | Prozessortakt (Maximaltakt) | Prozessortakt (Maximaltakt) | IGP                      | IGP                        | RAM    | RAM                              | TDP  | Ein- führungs- datum | sSpec- Num- mer |
| Marke \| Modell | Marke \| Modell | Revi- sion | Sockel  | Kerne/ Threads    | L3- Cache | Prozessortakt (Maximaltakt) | Prozessortakt (Maximaltakt) | Modell (Execution Units) | Standardtakt (Maximaltakt) | Größe  | Speicher- Controller             | TDP  | Ein- führungs- datum | sSpec- Num- mer |
| Marke \| Modell | Marke \| Modell | Revi- sion | Sockel  | Kerne/ Threads    | L3- Cache | P                           | E                           | Modell (Execution Units) | Standardtakt (Maximaltakt) | Größe  | Speicher- Controller             | TDP  | Ein- führungs- datum | sSpec- Num- mer |
| --------------- | --------------- | ---------- | ------- | ----------------- | --------- | --------------------------- | --------------------------- | ------------------------ | -------------------------- | ------ | -------------------------------- | ---- | -------------------- | --------------- |
| Prozessor       | 300             | H0         | LGA1700 | P: 2 / 4 E: 0 / 0 | 6 MB      | 3,9 GHz                     | -                           | UHD 710 (16)             | 300 MHz (1,45 GHz)         | 192 GB | Dual-Channel DDR5–4800 DDR4–3200 | 46 W | Q1 2024              | SRN3J           |
| Prozessor       | 300T            | H0         | LGA1700 | P: 2 / 4 E: 0 / 0 | 6 MB      | 3,4 GHz                     | -                           | UHD 710 (16)             | 300 MHz (1,45 GHz)         | 192 GB | Dual-Channel DDR5–4800 DDR4–3200 | 35 W | Q1 2024              | SRN3K           |

Mobil
Embedded
| Marke \| Modell | Marke \| Modell | Revi- sion | Sockel  | Kerne/ Threads    | L3- Cache | Prozessortakt (Maximaltakt) | Prozessortakt (Maximaltakt) | IGP                      | IGP                        | RAM   | RAM                              | TDP         | Ein- führungs- datum | sSpec- Num- mer |
| Marke \| Modell | Marke \| Modell | Revi- sion | Sockel  | Kerne/ Threads    | L3- Cache | Prozessortakt (Maximaltakt) | Prozessortakt (Maximaltakt) | Modell (Execution Units) | Standardtakt (Maximaltakt) | Größe | Speicher- Controller             | TDP         | Ein- führungs- datum | sSpec- Num- mer |
| Marke \| Modell | Marke \| Modell | Revi- sion | Sockel  | Kerne/ Threads    | L3- Cache | P                           | E                           | Modell (Execution Units) | Standardtakt (Maximaltakt) | Größe | Speicher- Controller             | TDP         | Ein- führungs- datum | sSpec- Num- mer |
| --------------- | --------------- | ---------- | ------- | ----------------- | --------- | --------------------------- | --------------------------- | ------------------------ | -------------------------- | ----- | -------------------------------- | ----------- | -------------------- | --------------- |
| Prozessor       | U300L           | Q0         | LGA1700 | P: 1 / 2 E: 4 / 4 | 8 MB      | (4,4 GHz)                   | (3,3 GHz)                   | Iris Xe (48)             | (1,10 GHz)                 | 96 GB | Dual-Channel DDR5–5200 DDR4–3200 | 15 W (55 W) | Q2 2024              | SRPEK SRPEM     |
| Prozessor       | U301L           | Q0         | LGA1700 | P: 1 / 2 E: 4 / 4 | 8 MB      | (2,2 GHz)                   | (1,6 GHz)                   | Iris Xe (64)             | (1,10 GHz)                 | 96 GB | Dual-Channel DDR5–5200 DDR4–3200 | 15 W (55 W) | Q2 2024              | Q5CW SRPKF      |
| Prozessor       | U302L           | Q0         | LGA1700 | P: 1 / 2 E: 4 / 4 | 10 MB     | (2,4 GHz)                   | (1,8 GHz)                   | Iris Xe (80)             | (1,10 GHz)                 | 96 GB | Dual-Channel DDR5–5200 DDR4–3200 | 15 W (55 W) | Q2 2024              | Q5CX SRPKG      |
| Prozessor       | U303L           | Q0         | LGA1700 | P: 1 / 2 E: 4 / 4 | 12 MB     | (2,6 GHz)                   | (2,0 GHz)                   | Iris Xe (96)             | (1,10 GHz)                 | 96 GB | Dual-Channel DDR5–5200 DDR4–3200 | 15 W (55 W) | Q2 2024              | Q5CV SRPKE      |

## 64-Bit-Prozessoren der Serie 1

### Raptor Lake Refresh
Mobil
| Marke \| Modell  | Marke \| Modell | Revi- sion | Sockel  | Kerne/ Threads    | L3- Cache | Prozessortakt (Maximaltakt) | Prozessortakt (Maximaltakt) | IGP                      | IGP                        | RAM   | RAM                                                          | TDP         | Ein- führungs- datum | sSpec- Num- mer   |
| Marke \| Modell  | Marke \| Modell | Revi- sion | Sockel  | Kerne/ Threads    | L3- Cache | Prozessortakt (Maximaltakt) | Prozessortakt (Maximaltakt) | Modell (Execution Units) | Standardtakt (Maximaltakt) | Größe | Speicher- Controller                                         | TDP         | Ein- führungs- datum | sSpec- Num- mer   |
| Marke \| Modell  | Marke \| Modell | Revi- sion | Sockel  | Kerne/ Threads    | L3- Cache | P                           | E                           | Modell (Execution Units) | Standardtakt (Maximaltakt) | Größe | Speicher- Controller                                         | TDP         | Ein- führungs- datum | sSpec- Num- mer   |
| ---------------- | --------------- | ---------- | ------- | ----------------- | --------- | --------------------------- | --------------------------- | ------------------------ | -------------------------- | ----- | ------------------------------------------------------------ | ----------- | -------------------- | ----------------- |
| Core 3 Prozessor | 100U            | Q0         | BGA1744 | P: 2 / 4 E: 4 / 4 | 10 MB     | 1,2 GHz (4,7 GHz)           | 0,9 GHz (3,3 GHz)           | Graphics (64)            | (1,25 GHz)                 | 96 GB | Dual-Channel DDR5–5200 DDR4–3200 LPDDR5/x–5200 LPDDR4/x–4267 | 15 W (55 W) | Q1 2024              | SRN7M SRMYL SRMYM |
| Core 3 Prozessor | 100U (mit IPU)  | Q0         | BGA1744 | P: 2 / 4 E: 4 / 4 | 10 MB     | 1,2 GHz (4,7 GHz)           | 0,9 GHz (3,3 GHz)           | Graphics (64)            | (1,25 GHz)                 | 96 GB | Dual-Channel DDR5–5200 DDR4–3200 LPDDR5/x–5200 LPDDR4/x–4267 | 15 W (55 W) | Q1 2024              | SRN7N             |
| Core 5 Prozessor | 120U            | Q0         | BGA1744 | P: 2 / 4 E: 8 / 8 | 12 MB     | 1,4 GHz (5,0 GHz)           | 0,9 GHz (3,8 GHz)           | Graphics (80)            | (1,25 GHz)                 | 96 GB | Dual-Channel DDR5–5200 DDR4–3200 LPDDR5/x–6400 LPDDR4/x–4267 | 15 W (55 W) | Q1 2024              | SRN7P SRMYN       |
| Core 7 Prozessor | 150U            | Q0         | BGA1744 | P: 2 / 4 E: 8 / 8 | 12 MB     | 1,8 GHz (5,4 GHz)           | 1,2 GHz (4,0 GHz)           | Graphics (96)            | (1,30 GHz)                 | 96 GB | Dual-Channel DDR5–5200 DDR4–3200 LPDDR5/x–6400 LPDDR4/x–4267 | 15 W (55 W) | Q1 2024              | SRMYP             |

Embedded
| Marke \| Modell  | Marke \| Modell | Revi- sion | Sockel  | Kerne/ Threads     | L3- Cache | Prozessortakt (Maximaltakt) | Prozessortakt (Maximaltakt) | IGP                      | IGP                        | RAM   | RAM                              | TDP          | Ein- führungs- datum | sSpec- Num- mer |
| Marke \| Modell  | Marke \| Modell | Revi- sion | Sockel  | Kerne/ Threads     | L3- Cache | Prozessortakt (Maximaltakt) | Prozessortakt (Maximaltakt) | Modell (Execution Units) | Standardtakt (Maximaltakt) | Größe | Speicher- Controller             | TDP          | Ein- führungs- datum | sSpec- Num- mer |
| Marke \| Modell  | Marke \| Modell | Revi- sion | Sockel  | Kerne/ Threads     | L3- Cache | P                           | E                           | Modell (Execution Units) | Standardtakt (Maximaltakt) | Größe | Speicher- Controller             | TDP          | Ein- führungs- datum | sSpec- Num- mer |
| ---------------- | --------------- | ---------- | ------- | ------------------ | --------- | --------------------------- | --------------------------- | ------------------------ | -------------------------- | ----- | -------------------------------- | ------------ | -------------------- | --------------- |
| Core 3 Prozessor | 100UL           | Q0         | LGA1700 | P: 2 / 4 E: 4 / 4  | 10 MB     | (4,5 GHz)                   | (3,3 GHz)                   | Iris Xe (64)             | (1,25 GHz)                 | 96 GB | Dual-Channel DDR5–5200 DDR4–3200 | 15 W (55 W)  | Q2 2024              | SRPEL           |
| Core 3 Prozessor | 100HL           | J0         | LGA1700 | P: 2 / 4 E: 8 / 8  | 12 MB     | (4,6 GHz)                   | (3,4 GHz)                   | Iris Xe (64)             | (1,30 GHz)                 | 96 GB | Dual-Channel DDR5–5200 DDR4–3200 | 45 W (115 W) | Q2 2024              | SRPFS SRPFT     |
| Core 5 Prozessor | 120UL           | Q0         | LGA1700 | P: 2 / 4 E: 8 / 8  | 12 MB     | (4,6 GHz)                   | (3,4 GHz)                   | Iris Xe (80)             | (1,25 GHz)                 | 96 GB | Dual-Channel DDR5–5200 DDR4–3200 | 15 W (55 W)  | Q2 2024              | SRPEJ           |
| Core 5 Prozessor | 130UL           | Q0         | LGA1700 | P: 2 / 4 E: 8 / 8  | 12 MB     | (4,7 GHz)                   | (3,5 GHz)                   | Iris Xe (80)             | (1,25 GHz)                 | 96 GB | Dual-Channel DDR5–5200 DDR4–3200 | 15 W (55 W)  | Q2 2024              | SRPEE           |
| Core 5 Prozessor | 120HL           | J0         | LGA1700 | P: 4 / 8 E: 8 / 8  | 18 MB     | (4,7 GHz)                   | (3,5 GHz)                   | Iris Xe (80)             | (1,45 GHz)                 | 96 GB | Dual-Channel DDR5–5200 DDR4–3200 | 45 W (95 W)  | Q2 2024              | SRPFR           |
| Core 5 Prozessor | 130HL           | J0         | LGA1700 | P: 4 / 8 E: 8 / 8  | 18 MB     | (4,8 GHz)                   | (3,6 GHz)                   | Iris Xe (80)             | (1,50 GHz)                 | 96 GB | Dual-Channel DDR5–5200 DDR4–3200 | 45 W (95 W)  | Q2 2024              | SRPFQ           |
| Core 7 Prozessor | 150UL           | Q0         | LGA1700 | P: 2 / 4 E: 8 / 8  | 12 MB     | (5,0 GHz)                   | (3,7 GHz)                   | Iris Xe (96)             | (1,30 GHz)                 | 96 GB | Dual-Channel DDR5–5200 DDR4–3200 | 15 W (55 W)  | Q2 2024              | SRPCY           |
| Core 7 Prozessor | 160UL           | Q0         | LGA1700 | P: 2 / 4 E: 8 / 8  | 12 MB     | (5,2 GHz)                   | (3,9 GHz)                   | Iris Xe (96)             | (1,30 GHz)                 | 96 GB | Dual-Channel DDR5–5200 DDR4–3200 | 15 W (55 W)  | Q2 2024              | SRPED           |
| Core 7 Prozessor | 150HL           | J0         | LGA1700 | P: 6 / 12 E: 8 / 8 | 24 MB     | (5,0 GHz)                   | (3,7 GHz)                   | Iris Xe (96)             | (1,50 GHz)                 | 96 GB | Dual-Channel DDR5–5200 DDR4–3200 | 45 W (115 W) | Q2 2024              | SRPFP           |
| Core 7 Prozessor | 160HL           | J0         | LGA1700 | P: 6 / 12 E: 8 / 8 | 24 MB     | (5,2 GHz)                   | (4,0 GHz)                   | Iris Xe (96)             | (1,50 GHz)                 | 96 GB | Dual-Channel DDR5–5200 DDR4–3200 | 45 W (115 W) | Q2 2024              | SRPFN           |

### Meteor Lake
Mobil
| Marke \| Modell | Marke \| Modell | Revi- sion | Sockel  | Kerne/ Threads                 | L3- Cache | Intel Turbo Boost Maximaltakt | Prozessortakt (Maximaltakt) | Prozessortakt (Maximaltakt) | Prozessortakt (Maximaltakt) | IGP                      | IGP                        | NPU      | NPU                        | RAM   | RAM                                  | TDP          | Ein- führungs- datum | sSpec- Num- mer |
| Marke \| Modell | Marke \| Modell | Revi- sion | Sockel  | Kerne/ Threads                 | L3- Cache | Intel Turbo Boost Maximaltakt | Prozessortakt (Maximaltakt) | Prozessortakt (Maximaltakt) | Prozessortakt (Maximaltakt) | Modell (Execution Units) | Standardtakt (Maximaltakt) | Modell   | Standardtakt (Maximaltakt) | Größe | Speicher- Controller                 | TDP          | Ein- führungs- datum | sSpec- Num- mer |
| Marke \| Modell | Marke \| Modell | Revi- sion | Sockel  | Kerne/ Threads                 | L3- Cache | TB 3.0                        | P                           | E                           | LP-E                        | Modell (Execution Units) | Standardtakt (Maximaltakt) | Modell   | Standardtakt (Maximaltakt) | Größe | Speicher- Controller                 | TDP          | Ein- führungs- datum | sSpec- Num- mer |
| --------------- | --------------- | ---------- | ------- | ------------------------------ | --------- | ----------------------------- | --------------------------- | --------------------------- | --------------------------- | ------------------------ | -------------------------- | -------- | -------------------------- | ----- | ------------------------------------ | ------------ | -------------------- | --------------- |
| Core Ultra 5    | 115U            | C0         | BGA2049 | P: 2 / 4 E: 4 / 4 LP-E: 2 / 2  | 10 MB     | -                             | 1,5 GHz (4,2 GHz)           | 1,0 GHz (3,5 GHz)           | 0,7 GHz (2,1 GHz)           | Graphics (3)             | (1,80 GHz)                 | AI Boost | (1,40 GHz)                 | 96 GB | Dual-Channel DDR5–5600 LPDDR5/x–7467 | 15 W (57 W)  | Q4 2023              | SRN6F           |
| Core Ultra 5    | 125U            | C0         | BGA2049 | P: 2 / 4 E: 8 / 8 LP-E: 2 / 2  | 12 MB     | -                             | 1,3 GHz (4,3 GHz)           | 0,8 GHz (3,6 GHz)           | 0,7 GHz (2,1 GHz)           | Graphics (4)             | (1,85 GHz)                 | AI Boost | (1,40 GHz)                 | 96 GB | Dual-Channel DDR5–5600 LPDDR5/x–7467 | 15 W (57 W)  | Q4 2023              | SRN6E Q47W      |
| Core Ultra 5    | 134U            | C0         | BGA2551 | P: 2 / 4 E: 8 / 8 LP-E: 2 / 2  | 12 MB     | -                             | 0,7 GHz (4,4 GHz)           | 0,5 GHz (3,6 GHz)           | 0,4 GHz (2,1 GHz)           | Graphics (4)             | (1,75 GHz)                 | AI Boost | (1,40 GHz)                 | 64 GB | Dual-Channel LPDDR5/x–6400           | 9 W (30 W)   | Q4 2023              | SRN84 Q4AS      |
| Core Ultra 5    | 135U            | C0         | BGA2049 | P: 2 / 4 E: 8 / 8 LP-E: 2 / 2  | 12 MB     | -                             | 1,6 GHz (4,4 GHz)           | 1,1 GHz (3,6 GHz)           | 0,7 GHz (2,1 GHz)           | Graphics (4)             | (1,90 GHz)                 | AI Boost | (1,40 GHz)                 | 96 GB | Dual-Channel DDR5–5600 LPDDR5/x–7467 | 15 W (57 W)  | Q4 2023              | SRN6C Q47T      |
| Core Ultra 5    | 125H            | C0         | BGA2049 | P: 4 / 8 E: 8 / 8 LP-E: 2 / 2  | 18 MB     | -                             | 1,2 GHz (4,5 GHz)           | 0,7 GHz (3,6 GHz)           | 0,7 GHz (2,5 GHz)           | Arc Graphics (7)         | (2,20 GHz)                 | AI Boost | (1,40 GHz)                 | 96 GB | Dual-Channel DDR5–5600 LPDDR5/x–7467 | 28 W (115 W) | Q4 2023              | SRMZ4           |
| Core Ultra 5    | 135H            | C0         | BGA2049 | P: 4 / 8 E: 8 / 8 LP-E: 2 / 2  | 18 MB     | -                             | 1,7 GHz (4,6 GHz)           | 1,2 GHz (3,6 GHz)           | 0,7 GHz (2,5 GHz)           | Arc Graphics (8)         | (2,20 GHz)                 | AI Boost | (1,40 GHz)                 | 96 GB | Dual-Channel DDR5–5600 LPDDR5/x–7467 | 28 W (115 W) | Q4 2023              | SRMZ0           |
| Core Ultra 7    | 164U            | C0         | BGA2551 | P: 2 / 4 E: 8 / 8 LP-E: 2 / 2  | 12 MB     | -                             | 1,1 GHz (4,8 GHz)           | 0,7 GHz (3,8 GHz)           | 0,4 GHz (2,1 GHz)           | Graphics (4)             | (1,80 GHz)                 | AI Boost | (1,40 GHz)                 | 64 GB | Dual-Channel LPDDR5/x–6400           | 9 W (30 W)   | Q4 2023              | SRN85 Q4AR      |
| Core Ultra 7    | 155U            | C0         | BGA2049 | P: 2 / 4 E: 8 / 8 LP-E: 2 / 2  | 12 MB     | -                             | 1,7 GHz (4,8 GHz)           | 1,2 GHz (3,8 GHz)           | 0,7 GHz (2,1 GHz)           | Graphics (4)             | (1,95 GHz)                 | AI Boost | (1,40 GHz)                 | 96 GB | Dual-Channel DDR5–5600 LPDDR5/x–7467 | 15 W (57 W)  | Q4 2023              | SRN6B Q47U      |
| Core Ultra 7    | 165U            | C0         | BGA2049 | P: 2 / 4 E: 8 / 8 LP-E: 2 / 2  | 12 MB     | -                             | 1,7 GHz (4,9 GHz)           | 1,2 GHz (3,8 GHz)           | 0,7 GHz (2,1 GHz)           | Graphics (4)             | (2,00 GHz)                 | AI Boost | (1,40 GHz)                 | 96 GB | Dual-Channel DDR5–5600 LPDDR5/x–7467 | 15 W (57 W)  | Q4 2023              | SRN6D Q47S      |
| Core Ultra 7    | 155H            | C0         | BGA2049 | P: 6 / 12 E: 8 / 8 LP-E: 2 / 2 | 24 MB     | 4,8 GHz                       | 1,4 GHz (4,8 GHz)           | 0,9 GHz (3,8 GHz)           | 0,7 GHz (2,5 GHz)           | Arc Graphics (8)         | (2,25 GHz)                 | AI Boost | (1,40 GHz)                 | 96 GB | Dual-Channel DDR5–5600 LPDDR5/x–7467 | 28 W (115 W) | Q4 2023              | SRMZ1           |
| Core Ultra 7    | 165H            | C0         | BGA2049 | P: 6 / 12 E: 8 / 8 LP-E: 2 / 2 | 24 MB     | 5,0 GHz                       | 1,4 GHz (5,0 GHz)           | 0,9 GHz (3,8 GHz)           | 0,7 GHz (2,5 GHz)           | Arc Graphics (8)         | (2,30 GHz)                 | AI Boost | (1,40 GHz)                 | 96 GB | Dual-Channel DDR5–5600 LPDDR5/x–7467 | 28 W (115 W) | Q4 2023              | SRMZ3           |
| Core Ultra 9    | 185H            | C0         | BGA2049 | P: 6 / 12 E: 8 / 8 LP-E: 2 / 2 | 24 MB     | 5,1 GHz                       | 2,3 GHz (5,1 GHz)           | 1,8 GHz (3,8 GHz)           | 1,0 GHz (2,5 GHz)           | Arc Graphics (8)         | (2,35 GHz)                 | AI Boost | (1,40 GHz)                 | 96 GB | Dual-Channel DDR5–5600 LPDDR5/x–7467 | 45 W (115 W) | Q4 2023              | SRN23           |

Embedded
| Marke \| Modell | Marke \| Modell | Revi- sion | Sockel  | Kerne/ Threads                 | L3- Cache | Intel Turbo Boost Maximaltakt | Prozessortakt (Maximaltakt) | Prozessortakt (Maximaltakt) | Prozessortakt (Maximaltakt) | IGP                      | IGP                        | NPU      | NPU                        | RAM   | RAM                    | TDP          | Ein- führungs- datum | sSpec- Num- mer |
| Marke \| Modell | Marke \| Modell | Revi- sion | Sockel  | Kerne/ Threads                 | L3- Cache | Intel Turbo Boost Maximaltakt | Prozessortakt (Maximaltakt) | Prozessortakt (Maximaltakt) | Prozessortakt (Maximaltakt) | Modell (Execution Units) | Standardtakt (Maximaltakt) | Modell   | Standardtakt (Maximaltakt) | Größe | Speicher- Controller   | TDP          | Ein- führungs- datum | sSpec- Num- mer |
| Marke \| Modell | Marke \| Modell | Revi- sion | Sockel  | Kerne/ Threads                 | L3- Cache | TB 3.0                        | P                           | E                           | LP-E                        | Modell (Execution Units) | Standardtakt (Maximaltakt) | Modell   | Standardtakt (Maximaltakt) | Größe | Speicher- Controller   | TDP          | Ein- führungs- datum | sSpec- Num- mer |
| --------------- | --------------- | ---------- | ------- | ------------------------------ | --------- | ----------------------------- | --------------------------- | --------------------------- | --------------------------- | ------------------------ | -------------------------- | -------- | -------------------------- | ----- | ---------------------- | ------------ | -------------------- | --------------- |
| Core Ultra 3    | 105UL           | C0         | LGA1851 | P: 2 / 4 E: 4 / 4 LP-E: 2 / 2  | 10 MB     | -                             | 1,5 GHz (4,2 GHz)           | 1,0 GHz (3,5 GHz)           | 0,7 GHz (2,1 GHz)           | Graphics (3)             | (1,80 GHz)                 | AI Boost | (1,40 GHz)                 | 96 GB | Dual-Channel DDR5–5600 | 15 W (57 W)  | Q2 2024              | SRNEU           |
| Core Ultra 5    | 125UL           | C0         | LGA1851 | P: 2 / 4 E: 8 / 8 LP-E: 2 / 2  | 12 MB     | -                             | 1,3 GHz (4,3 GHz)           | 0,8 GHz (3,6 GHz)           | 0,7 GHz (2,1 GHz)           | Graphics (4)             | (1,85 GHz)                 | AI Boost | (1,40 GHz)                 | 96 GB | Dual-Channel DDR5–5600 | 15 W (57 W)  | Q2 2024              | SRN96           |
| Core Ultra 5    | 135UL           | C0         | LGA1851 | P: 2 / 4 E: 8 / 8 LP-E: 2 / 2  | 12 MB     | -                             | 1,6 GHz (4,4 GHz)           | 1,1 GHz (3,6 GHz)           | 0,7 GHz (2,1 GHz)           | Graphics (4)             | (1,90 GHz)                 | AI Boost | (1,40 GHz)                 | 96 GB | Dual-Channel DDR5–5600 | 15 W (57 W)  | Q2 2024              | SRN97           |
| Core Ultra 5    | 125HL           | C0         | LGA1851 | P: 4 / 8 E: 8 / 8 LP-E: 2 / 2  | 18 MB     | -                             | 1,2 GHz (4,5 GHz)           | 0,7 GHz (3,6 GHz)           | 0,7 GHz (2,5 GHz)           | Arc Graphics (7)         | (2,20 GHz)                 | AI Boost | (1,40 GHz)                 | 96 GB | Dual-Channel DDR5–5600 | 45 W (115 W) | Q2 2024              | SRN9D           |
| Core Ultra 5    | 135HL           | C0         | LGA1851 | P: 4 / 8 E: 8 / 8 LP-E: 2 / 2  | 18 MB     | -                             | 1,7 GHz (4,6 GHz)           | 1,2 GHz (3,6 GHz)           | 0,7 GHz (2,5 GHz)           | Arc Graphics (8)         | (2,20 GHz)                 | AI Boost | (1,40 GHz)                 | 96 GB | Dual-Channel DDR5–5600 | 45 W (115 W) | Q2 2024              | SRN33           |
| Core Ultra 7    | 155UL           | C0         | LGA1851 | P: 2 / 4 E: 8 / 8 LP-E: 2 / 2  | 12 MB     | -                             | 1,7 GHz (4,8 GHz)           | 1,2 GHz (3,8 GHz)           | 0,7 GHz (2,1 GHz)           | Graphics (4)             | (1,95 GHz)                 | AI Boost | (1,40 GHz)                 | 96 GB | Dual-Channel DDR5–5600 | 15 W (57 W)  | Q2 2024              | SRN94           |
| Core Ultra 7    | 165UL           | C0         | LGA1851 | P: 2 / 4 E: 8 / 8 LP-E: 2 / 2  | 12 MB     | -                             | 1,7 GHz (4,9 GHz)           | 1,2 GHz (3,8 GHz)           | 0,7 GHz (2,1 GHz)           | Graphics (4)             | (2,00 GHz)                 | AI Boost | (1,40 GHz)                 | 96 GB | Dual-Channel DDR5–5600 | 15 W (57 W)  | Q2 2024              | SRN95           |
| Core Ultra 7    | 155HL           | C0         | LGA1851 | P: 6 / 12 E: 8 / 8 LP-E: 2 / 2 | 24 MB     | 4,8 GHz                       | 1,4 GHz (4,8 GHz)           | 0,9 GHz (3,8 GHz)           | 0,7 GHz (2,5 GHz)           | Arc Graphics (8)         | (2,25 GHz)                 | AI Boost | (1,40 GHz)                 | 96 GB | Dual-Channel DDR5–5600 | 45 W (115 W) | Q2 2024              | SRN2Z           |
| Core Ultra 7    | 165HL           | C0         | LGA1851 | P: 6 / 12 E: 8 / 8 LP-E: 2 / 2 | 24 MB     | 5,0 GHz                       | 1,4 GHz (5,0 GHz)           | 0,9 GHz (3,8 GHz)           | 0,7 GHz (2,5 GHz)           | Arc Graphics (8)         | (2,30 GHz)                 | AI Boost | (1,40 GHz)                 | 96 GB | Dual-Channel DDR5–5600 | 45 W (115 W) | Q2 2024              | SRN32           |

## 64-Bit-Prozessoren der Serie 2

### Raptor Lake Refresh
Mobil
| Marke \| Modell  | Marke \| Modell | Revi- sion | Sockel  | Kerne/ Threads     | L3- Cache | Intel Turbo Boost Maximaltakt | Prozessortakt (Maximaltakt) | Prozessortakt (Maximaltakt) | IGP                      | IGP                        | RAM   | RAM                                                          | TDP          | Ein- führungs- datum | sSpec- Num- mer |
| Marke \| Modell  | Marke \| Modell | Revi- sion | Sockel  | Kerne/ Threads     | L3- Cache | Intel Turbo Boost Maximaltakt | Prozessortakt (Maximaltakt) | Prozessortakt (Maximaltakt) | Modell (Execution Units) | Standardtakt (Maximaltakt) | Größe | Speicher- Controller                                         | TDP          | Ein- führungs- datum | sSpec- Num- mer |
| Marke \| Modell  | Marke \| Modell | Revi- sion | Sockel  | Kerne/ Threads     | L3- Cache | TB 3.0                        | P                           | E                           | Modell (Execution Units) | Standardtakt (Maximaltakt) | Größe | Speicher- Controller                                         | TDP          | Ein- führungs- datum | sSpec- Num- mer |
| ---------------- | --------------- | ---------- | ------- | ------------------ | --------- | ----------------------------- | --------------------------- | --------------------------- | ------------------------ | -------------------------- | ----- | ------------------------------------------------------------ | ------------ | -------------------- | --------------- |
| Core 5 Prozessor | 220U            | Q0         | BGA1744 | P: 2 / 4 E: 8 / 8  | 12 MB     | -                             | 1,4 GHz (5,0 GHz)           | 0,9 GHz (3,8 GHz)           | Graphics (80)            | (1,30 GHz)                 | 96 GB | Dual-Channel DDR4–3200 DDR5–5200 LPDDR4/x–4267 LPDDR5/x–6400 | 15 W (55 W)  | Q1 2025              | Q4DL SRPD4      |
| Core 5 Prozessor | 210H            | J0         | BGA1744 | P: 4 / 8 E: 4 / 4  | 12 MB     | -                             | 2,2 GHz (4,8 GHz)           | 1,6 GHz (3,6 GHz)           | Graphics (48)            | (1,40 GHz)                 | 96 GB | Dual-Channel DDR4–3200 DDR5–5200 LPDDR4/x–4267 LPDDR5/x–5200 | 45 W (115 W) | Q4 2024              | Q5MN SRQ6R      |
| Core 5 Prozessor | 220H            | J0         | BGA1744 | P: 4 / 8 E: 8 / 8  | 18 MB     | -                             | 2,7 GHz (4,9 GHz)           | 2,0 GHz (3,7 GHz)           | Graphics (80)            | (1,50 GHz)                 | 96 GB | Dual-Channel DDR4–3200 DDR5–5200 LPDDR4/x–4267 LPDDR5/x–6400 | 45 W (115 W) | Q4 2024              | Q5MM SRQ6S      |
| Core 7 Prozessor | 250U            | Q0         | BGA1744 | P: 2 / 4 E: 8 / 8  | 12 MB     | -                             | 1,8 GHz (5,4 GHz)           | 1,2 GHz (4,0 GHz)           | Graphics (96)            | (1,30 GHz)                 | 96 GB | Dual-Channel DDR4–3200 DDR5–5200 LPDDR4/x–4267 LPDDR5/x–6400 | 15 W (55 W)  | Q1 2025              | Q4DK SRPD5      |
| Core 7 Prozessor | 240H            | J0         | BGA1744 | P: 6 / 12 E: 4 / 4 | 24 MB     | 5,2 GHz                       | 2,5 GHz (5,2 GHz)           | 1,8 GHz (4,0 GHz)           | Graphics (64)            | (1,55 GHz)                 | 96 GB | Dual-Channel DDR4–3200 DDR5–5600 LPDDR4/x–4267 LPDDR5/x–6400 | 45 W (115 W) | Q4 2024              | Q5ML SRQ6T      |
| Core 7 Prozessor | 250H            | J0         | BGA1744 | P: 6 / 12 E: 8 / 8 | 24 MB     | 5,4 GHz                       | 2,5 GHz (5,4 GHz)           | 1,8 GHz (4,0 GHz)           | Graphics (96)            | (1,55 GHz)                 | 96 GB | Dual-Channel DDR4–3200 DDR5–5600 LPDDR4/x–4267 LPDDR5/x–6400 | 45 W (115 W) | Q4 2024              | Q5MK SRQ6U      |
| Core 9 Prozessor | 270H            | J0         | BGA1744 | P: 6 / 12 E: 8 / 8 | 24 MB     | 5,8 GHz                       | 2,7 GHz (5,8 GHz)           | 2,0 GHz (4,1 GHz)           | Graphics (96)            | (1,55 GHz)                 | 96 GB | Dual-Channel DDR4–3200 DDR5–5600 LPDDR4/x–4267 LPDDR5/x–6400 | 45 W (115 W) | Q4 2024              | SRQ6V           |

### Lunar Lake
Mobil
| Marke \| Modell | Marke \| Modell | Revi- sion | Sockel  | Kerne/ Threads       | L3- Cache | Intel Turbo Boost Maximaltakt | Prozessortakt (Maximaltakt) | Prozessortakt (Maximaltakt) | IGP                      | IGP                        | NPU      | RAM   | RAM                       | TDP         | Ein- führungs- datum | sSpec- Num- mer |
| Marke \| Modell | Marke \| Modell | Revi- sion | Sockel  | Kerne/ Threads       | L3- Cache | Intel Turbo Boost Maximaltakt | Prozessortakt (Maximaltakt) | Prozessortakt (Maximaltakt) | Modell (Execution Units) | Standardtakt (Maximaltakt) | AI Boost | Größe | Speicher- Controller      | TDP         | Ein- führungs- datum | sSpec- Num- mer |
| Marke \| Modell | Marke \| Modell | Revi- sion | Sockel  | Kerne/ Threads       | L3- Cache | TB 3.0                        | P                           | LP-E                        | Modell (Execution Units) | Standardtakt (Maximaltakt) | AI Boost | Größe | Speicher- Controller      | TDP         | Ein- führungs- datum | sSpec- Num- mer |
| --------------- | --------------- | ---------- | ------- | -------------------- | --------- | ----------------------------- | --------------------------- | --------------------------- | ------------------------ | -------------------------- | -------- | ----- | ------------------------- | ----------- | -------------------- | --------------- |
| Core Ultra 5    | 226V            | B0         | BGA2833 | P: 4 / 4 LP-E: 4 / 4 | 8 MB      | -                             | 2,1 GHz (4,5 GHz)           | 2,1 GHz (3,5 GHz)           | Arc Graphics 130V (7)    | (1,85 GHz)                 | 40 TOPS  | 16 GB | Dual-Channel LPDDR5x–8533 | 17 W (37 W) | Q3 2024              | SRPMQ SRPMR     |
| Core Ultra 5    | 228V            | B0         | BGA2833 | P: 4 / 4 LP-E: 4 / 4 | 8 MB      | -                             | 2,1 GHz (4,5 GHz)           | 2,1 GHz (3,5 GHz)           | Arc Graphics 130V (7)    | (1,85 GHz)                 | 40 TOPS  | 32 GB | Dual-Channel LPDDR5x–8533 | 17 W (37 W) | Q3 2024              | SRPMV SRPMU     |
| Core Ultra 5    | 236V            | B0         | BGA2833 | P: 4 / 4 LP-E: 4 / 4 | 8 MB      | -                             | 2,1 GHz (4,7 GHz)           | 2,1 GHz (3,5 GHz)           | Arc Graphics 130V (7)    | (1,85 GHz)                 | 40 TOPS  | 16 GB | Dual-Channel LPDDR5x–8533 | 17 W (37 W) | Q3 2024              | SRPN2 SRPN3     |
| Core Ultra 5    | 238V            | B0         | BGA2833 | P: 4 / 4 LP-E: 4 / 4 | 8 MB      | -                             | 2,1 GHz (4,7 GHz)           | 2,1 GHz (3,5 GHz)           | Arc Graphics 130V (7)    | (1,85 GHz)                 | 40 TOPS  | 32 GB | Dual-Channel LPDDR5x–8533 | 17 W (37 W) | Q3 2024              | SRPN5 SRPN4     |
| Core Ultra 7    | 256V            | B0         | BGA2833 | P: 4 / 4 LP-E: 4 / 4 | 12 MB     | 4,8 GHz                       | 2,2 GHz (4,8 GHz)           | 2,2 GHz (3,7 GHz)           | Arc Graphics 140V (8)    | (1,95 GHz)                 | 47 TOPS  | 16 GB | Dual-Channel LPDDR5x–8533 | 17 W (37 W) | Q3 2024              | SRPMP SRPMZ     |
| Core Ultra 7    | 258V            | B0         | BGA2833 | P: 4 / 4 LP-E: 4 / 4 | 12 MB     | 4,8 GHz                       | 2,2 GHz (4,8 GHz)           | 2,2 GHz (3,7 GHz)           | Arc Graphics 140V (8)    | (1,95 GHz)                 | 47 TOPS  | 32 GB | Dual-Channel LPDDR5x–8533 | 17 W (37 W) | Q3 2024              | SRPMN SRPMT     |
| Core Ultra 7    | 266V            | B0         | BGA2833 | P: 4 / 4 LP-E: 4 / 4 | 12 MB     | 5,0 GHz                       | 2,2 GHz (5,0 GHz)           | 2,2 GHz (3,7 GHz)           | Arc Graphics 140V (8)    | (2,00 GHz)                 | 48 TOPS  | 16 GB | Dual-Channel LPDDR5x–8533 | 17 W (37 W) | Q3 2024              | SRPMM SRPMY     |
| Core Ultra 7    | 268V            | B0         | BGA2833 | P: 4 / 4 LP-E: 4 / 4 | 12 MB     | 5,0 GHz                       | 2,2 GHz (5,0 GHz)           | 2,2 GHz (3,7 GHz)           | Arc Graphics 140V (8)    | (2,00 GHz)                 | 48 TOPS  | 32 GB | Dual-Channel LPDDR5x–8533 | 17 W (37 W) | Q3 2024              | SRPML SRPMX     |
| Core Ultra 9    | 288V            | B0         | BGA2833 | P: 4 / 4 LP-E: 4 / 4 | 12 MB     | 5,1 GHz                       | 3,3 GHz (5,1 GHz)           | 3,3 GHz (3,7 GHz)           | Arc Graphics 140V (8)    | (2,05 GHz)                 | 48 TOPS  | 32 GB | Dual-Channel LPDDR5x–8533 | 30 W (37 W) | Q3 2024              | SRPMS SRPMW     |

### Arrow Lake
Desktop
| Marke \| Modell | Marke \| Modell | Revi- sion | Sockel  | Kerne/ Threads      | L3- Cache | Intel Turbo Boost Maximaltakt | Intel Turbo Boost Maximaltakt | Prozessortakt (Maximaltakt) | Prozessortakt (Maximaltakt) | IGP                      | IGP                        | NPU      | RAM    | RAM                    | TDP           | Ein- führungs- datum | sSpec- Num- mer |
| Marke \| Modell | Marke \| Modell | Revi- sion | Sockel  | Kerne/ Threads      | L3- Cache | Intel Turbo Boost Maximaltakt | Intel Turbo Boost Maximaltakt | Prozessortakt (Maximaltakt) | Prozessortakt (Maximaltakt) | Modell (Execution Units) | Standardtakt (Maximaltakt) | AI Boost | Größe  | Speicher- Controller   | TDP           | Ein- führungs- datum | sSpec- Num- mer |
| Marke \| Modell | Marke \| Modell | Revi- sion | Sockel  | Kerne/ Threads      | L3- Cache | TVB                           | TB 3.0                        | P                           | E                           | Modell (Execution Units) | Standardtakt (Maximaltakt) | AI Boost | Größe  | Speicher- Controller   | TDP           | Ein- führungs- datum | sSpec- Num- mer |
| --------------- | --------------- | ---------- | ------- | ------------------- | --------- | ----------------------------- | ----------------------------- | --------------------------- | --------------------------- | ------------------------ | -------------------------- | -------- | ------ | ---------------------- | ------------- | -------------------- | --------------- |
| Core Ultra 5    | 225             | B0         | LGA1851 | P: 6 / 6 E: 4 / 4   | 20 MB     | -                             | -                             | 3,3 GHz (4,9 GHz)           | 2,7 GHz (4,4 GHz)           | Graphics (2)             | 300 MHz (1,80 GHz)         | 13 TOPS  | 192 GB | Dual-Channel DDR5–6400 | 65 W (121 W)  | Q1 2025              | SRQCZ           |
| Core Ultra 5    | 225F            | B0         | LGA1851 | P: 6 / 6 E: 4 / 4   | 20 MB     | -                             | -                             | 3,3 GHz (4,9 GHz)           | 2,7 GHz (4,4 GHz)           | deaktiviert              | deaktiviert                | 13 TOPS  | 192 GB | Dual-Channel DDR5–6400 | 65 W (121 W)  | Q1 2025              | SRQD2           |
| Core Ultra 5    | 225T            | A0         | LGA1851 | P: 6 / 6 E: 4 / 4   | 20 MB     | -                             | -                             | 2,5 GHz (4,9 GHz)           | 1,9 GHz (4,4 GHz)           | Graphics (2)             | 300 MHz (1,80 GHz)         | 13 TOPS  | 192 GB | Dual-Channel DDR5–6400 | 35 W (114 W)  | Q1 2025              | SRVFA           |
| Core Ultra 5    | 235             | A0         | LGA1851 | P: 6 / 6 E: 8 / 8   | 24 MB     | -                             | -                             | 3,4 GHz (5,0 GHz)           | 2,9 GHz (4,4 GHz)           | Graphics (3)             | 300 MHz (2,00 GHz)         | 13 TOPS  | 192 GB | Dual-Channel DDR5–6400 | 65 W (121 W)  | Q1 2025              | SRQAS           |
| Core Ultra 5    | 235T            | A0         | LGA1851 | P: 6 / 6 E: 8 / 8   | 24 MB     | -                             | -                             | 2,2 GHz (5,0 GHz)           | 1,6 GHz (4,4 GHz)           | Graphics (3)             | 300 MHz (2,00 GHz)         | 13 TOPS  | 192 GB | Dual-Channel DDR5–6400 | 35 W (114 W)  | Q1 2025              | SRQES           |
| Core Ultra 5    | 245             | A0         | LGA1851 | P: 6 / 6 E: 8 / 8   | 24 MB     | -                             | -                             | 3,5 GHz (5,1 GHz)           | 3,0 GHz (4,5 GHz)           | Graphics (4)             | 300 MHz (1,90 GHz)         | 13 TOPS  | 192 GB | Dual-Channel DDR5–6400 | 65 W (121 W)  | Q1 2025              | SRVFE           |
| Core Ultra 5    | 245T            | A0         | LGA1851 | P: 6 / 6 E: 8 / 8   | 24 MB     | -                             | -                             | 2,2 GHz (5,1 GHz)           | 1,7 GHz (4,5 GHz)           | Graphics (4)             | 300 MHz (1,90 GHz)         | 13 TOPS  | 192 GB | Dual-Channel DDR5–6400 | 35 W (114 W)  | Q1 2025              | SRVFF           |
| Core Ultra 5    | 245K            | B0         | LGA1851 | P: 6 / 6 E: 8 / 8   | 24 MB     | -                             | -                             | 4,2 GHz (5,2 GHz)           | 3,6 GHz (4,6 GHz)           | Graphics (4)             | 300 MHz (1,90 GHz)         | 13 TOPS  | 192 GB | Dual-Channel DDR5–6400 | 125 W (159 W) | Q4 2024              | Q33Q SRQCT      |
| Core Ultra 5    | 245KF           | B0         | LGA1851 | P: 6 / 6 E: 8 / 8   | 24 MB     | -                             | -                             | 4,2 GHz (5,2 GHz)           | 3,6 GHz (4,6 GHz)           | deaktiviert              | deaktiviert                | 13 TOPS  | 192 GB | Dual-Channel DDR5–6400 | 125 W (159 W) | Q4 2024              | Q332 SRQCY      |
| Core Ultra 7    | 265             | B0         | LGA1851 | P: 8 / 8 E: 12 / 12 | 30 MB     | -                             | 5,3 GHz                       | 2,4 GHz (5,2 GHz)           | 1,8 GHz (4,6 GHz)           | Graphics (4)             | 300 MHz (1,95 GHz)         | 13 TOPS  | 192 GB | Dual-Channel DDR5–6400 | 65 W (182 W)  | Q1 2025              | SRQCX           |
| Core Ultra 7    | 265F            | B0         | LGA1851 | P: 8 / 8 E: 12 / 12 | 30 MB     | -                             | 5,3 GHz                       | 2,4 GHz (5,2 GHz)           | 1,8 GHz (4,6 GHz)           | deaktiviert              | deaktiviert                | 13 TOPS  | 192 GB | Dual-Channel DDR5–6400 | 65 W (182 W)  | Q1 2025              | SRQCV           |
| Core Ultra 7    | 265T            | B0         | LGA1851 | P: 8 / 8 E: 12 / 12 | 30 MB     | -                             | 5,3 GHz                       | 1,5 GHz (5,2 GHz)           | 1,2 GHz (4,6 GHz)           | Graphics (4)             | 300 MHz (1,95 GHz)         | 13 TOPS  | 192 GB | Dual-Channel DDR5–6400 | 35 W (112 W)  | Q1 2025              | SRQCS           |
| Core Ultra 7    | 265K            | B0         | LGA1851 | P: 8 / 8 E: 12 / 12 | 30 MB     | -                             | 5,5 GHz                       | 3,9 GHz (5,4 GHz)           | 3,3 GHz (4,6 GHz)           | Graphics (4)             | 300 MHz (2,00 GHz)         | 13 TOPS  | 192 GB | Dual-Channel DDR5–6400 | 125 W (250 W) | Q4 2024              | Q33K SRQCW      |
| Core Ultra 7    | 265KF           | B0         | LGA1851 | P: 8 / 8 E: 12 / 12 | 30 MB     | -                             | 5,5 GHz                       | 3,9 GHz (5,4 GHz)           | 3,3 GHz (4,6 GHz)           | deaktiviert              | deaktiviert                | 13 TOPS  | 192 GB | Dual-Channel DDR5–6400 | 125 W (250 W) | Q4 2024              | Q33L SRQCU      |
| Core Ultra 9    | 285             | B0         | LGA1851 | P: 8 / 8 E: 16 / 16 | 36 MB     | 5,6 GHz                       | 5,5 GHz                       | 2,5 GHz (5,4 GHz)           | 1,9 GHz (4,6 GHz)           | Graphics (4)             | 300 MHz (2,00 GHz)         | 13 TOPS  | 192 GB | Dual-Channel DDR5–6400 | 65 W (182 W)  | Q1 2025              | SRQD4           |
| Core Ultra 9    | 285T            | B0         | LGA1851 | P: 8 / 8 E: 16 / 16 | 36 MB     | -                             | 5,4 GHz                       | 1,4 GHz (5,3 GHz)           | 1,2 GHz (4,6 GHz)           | Graphics (4)             | 300 MHz (2,00 GHz)         | 13 TOPS  | 192 GB | Dual-Channel DDR5–6400 | 35 W (112 W)  | Q1 2025              | SRQD3           |
| Core Ultra 9    | 285K            | B0         | LGA1851 | P: 8 / 8 E: 16 / 16 | 36 MB     | 5,7 GHz                       | 5,6 GHz                       | 3,7 GHz (5,5 GHz)           | 3,2 GHz (4,6 GHz)           | Graphics (4)             | 300 MHz (2,00 GHz)         | 13 TOPS  | 192 GB | Dual-Channel DDR5–6400 | 125 W (250 W) | Q4 2024              | Q2HA SRQD5      |

Mobil
| Marke \| Modell | Marke \| Modell | Revi- sion | Sockel  | Kerne/ Threads                | L3- Cache | Prozessortakt (Maximaltakt) | Prozessortakt (Maximaltakt) | Prozessortakt (Maximaltakt) | IGP                      | IGP                        | NPU      | RAM    | RAM                                  | TDP          | Ein- führungs- datum | sSpec- Num- mer |
| Marke \| Modell | Marke \| Modell | Revi- sion | Sockel  | Kerne/ Threads                | L3- Cache | Prozessortakt (Maximaltakt) | Prozessortakt (Maximaltakt) | Prozessortakt (Maximaltakt) | Modell (Execution Units) | Standardtakt (Maximaltakt) | AI Boost | Größe  | Speicher- Controller                 | TDP          | Ein- führungs- datum | sSpec- Num- mer |
| Marke \| Modell | Marke \| Modell | Revi- sion | Sockel  | Kerne/ Threads                | L3- Cache | P                           | E                           | LP-E                        | Modell (Execution Units) | Standardtakt (Maximaltakt) | AI Boost | Größe  | Speicher- Controller                 | TDP          | Ein- führungs- datum | sSpec- Num- mer |
| --------------- | --------------- | ---------- | ------- | ----------------------------- | --------- | --------------------------- | --------------------------- | --------------------------- | ------------------------ | -------------------------- | -------- | ------ | ------------------------------------ | ------------ | -------------------- | --------------- |
| Core Ultra 5    | 225U            | A0         | BGA2049 | P: 2 / 4 E: 8 / 8 LP-E: 2 / 2 | 12 MB     | 1,5 GHz (4,8 GHz)           | 1,3 GHz (3,8 GHz)           | 0,7 GHz (2,4 GHz)           | Graphics (4)             | (2,00 GHz)                 | 12 TOPS  | 128 GB | Dual-Channel DDR5–6400 LPDDR5/x–8400 | 15 W (57 W)  | Q1 2025              | SRVFR           |
| Core Ultra 5    | 235U            | A0         | BGA2049 | P: 2 / 4 E: 8 / 8 LP-E: 2 / 2 | 12 MB     | 2,0 GHz (4,9 GHz)           | 1,6 GHz (4,1 GHz)           | 0,7 GHz (2,4 GHz)           | Graphics (4)             | (2,05 GHz)                 | 12 TOPS  | 128 GB | Dual-Channel DDR5–6400 LPDDR5/x–8400 | 15 W (57 W)  | Q1 2025              | SRVFQ           |
| Core Ultra 5    | 225H            | A1         | BGA2049 | P: 4 / 4 E: 8 / 8 LP-E: 2 / 2 | 18 MB     | 1,7 GHz (4,9 GHz)           | 1,3 GHz (4,3 GHz)           | 0,7 GHz (2,5 GHz)           | Arc 130T (7)             | (2,20 GHz)                 | 13 TOPS  | 128 GB | Dual-Channel DDR5–6400 LPDDR5/x–8400 | 28 W (115 W) | Q1 2025              | SRQAM           |
| Core Ultra 5    | 235H            | A1         | BGA2049 | P: 4 / 4 E: 8 / 8 LP-E: 2 / 2 | 18 MB     | 2,4 GHz (5,0 GHz)           | 1,8 GHz (4,4 GHz)           | 0,7 GHz (2,5 GHz)           | Arc 140T (8)             | (2,25 GHz)                 | 13 TOPS  | 128 GB | Dual-Channel DDR5–6400 LPDDR5/x–8400 | 28 W (115 W) | Q1 2025              | SRQAP           |
| Core Ultra 5    | 235HX           | B0         | BGA2114 | P: 6 / 6 E: 8 / 8             | 24 MB     | 2,9 GHz (5,1 GHz)           | 2,6 GHz (4,5 GHz)           | -                           | Graphics (3)             | 300 MHz (1,80 GHz)         | 13 TOPS  | 192 GB | Dual-Channel DDR5–6400               | 55 W (160 W) | Q1 2025              | SRVFL           |
| Core Ultra 5    | 245HX           | B0         | BGA2114 | P: 6 / 6 E: 8 / 8             | 24 MB     | 3,1 GHz (5,1 GHz)           | 2,6 GHz (4,5 GHz)           | -                           | Graphics (3)             | 300 MHz (1,90 GHz)         | 13 TOPS  | 192 GB | Dual-Channel DDR5–6400               | 55 W (160 W) | Q1 2025              | SRVFM           |
| Core Ultra 7    | 255U            | A0         | BGA2049 | P: 2 / 4 E: 8 / 8 LP-E: 2 / 2 | 12 MB     | 2,0 GHz (5,2 GHz)           | 1,7 GHz (4,2 GHz)           | 0,7 GHz (2,4 GHz)           | Graphics (4)             | (2,10 GHz)                 | 12 TOPS  | 128 GB | Dual-Channel DDR5–6400 LPDDR5/x–8400 | 15 W (57 W)  | Q1 2025              | SRVFN           |
| Core Ultra 7    | 265U            | A0         | BGA2049 | P: 2 / 4 E: 8 / 8 LP-E: 2 / 2 | 12 MB     | 2,1 GHz (5,3 GHz)           | 1,7 GHz (4,2 GHz)           | 0,7 GHz (2,4 GHz)           | Graphics (4)             | (2,10 GHz)                 | 12 TOPS  | 128 GB | Dual-Channel DDR5–6400 LPDDR5/x–8400 | 15 W (57 W)  | Q1 2025              | SRVFP           |
| Core Ultra 7    | 255H            | A1         | BGA2049 | P: 6 / 6 E: 8 / 8 LP-E: 2 / 2 | 24 MB     | 2,0 GHz (5,1 GHz)           | 1,5 GHz (4,4 GHz)           | 0,7 GHz (2,5 GHz)           | Arc 140T (8)             | (2,25 GHz)                 | 13 TOPS  | 128 GB | Dual-Channel DDR5–6400 LPDDR5/x–8400 | 28 W (115 W) | Q1 2025              | SRQAN           |
| Core Ultra 7    | 265H            | A1         | BGA2049 | P: 6 / 6 E: 8 / 8 LP-E: 2 / 2 | 24 MB     | 2,2 GHz (5,3 GHz)           | 1,7 GHz (4,5 GHz)           | 0,7 GHz (2,5 GHz)           | Arc 140T (8)             | (2,30 GHz)                 | 13 TOPS  | 128 GB | Dual-Channel DDR5–6400 LPDDR5/x–8400 | 28 W (115 W) | Q1 2025              | SRQAQ           |
| Core Ultra 7    | 255HX           | B0         | BGA2114 | P: 8 / 8 E: 12 / 12           | 30 MB     | 2,4 GHz (5,2 GHz)           | 1,8 GHz (4,5 GHz)           | -                           | Graphics (4)             | 300 MHz (1,85 GHz)         | 13 TOPS  | 192 GB | Dual-Channel DDR5–6400               | 55 W (160 W) | Q1 2025              | SRVFG           |
| Core Ultra 7    | 265HX           | B0         | BGA2114 | P: 8 / 8 E: 12 / 12           | 30 MB     | 2,6 GHz (5,3 GHz)           | 2,3 GHz (4,6 GHz)           | -                           | Graphics (4)             | 300 MHz (1,90 GHz)         | 13 TOPS  | 192 GB | Dual-Channel DDR5–6400               | 55 W (160 W) | Q1 2025              | SRVFH           |
| Core Ultra 9    | 285H            | A1         | BGA2049 | P: 6 / 6 E: 8 / 8 LP-E: 2 / 2 | 24 MB     | 2,9 GHz (5,4 GHz)           | 2,7 GHz (4,5 GHz)           | 1,0 GHz (2,5 GHz)           | Arc 140T (8)             | (2,35 GHz)                 | 13 TOPS  | 128 GB | Dual-Channel DDR5–6400 LPDDR5/x–8400 | 45 W (115 W) | Q1 2025              | SRQAL           |
| Core Ultra 9    | 275HX           | B0         | BGA2114 | P: 8 / 8 E: 16 / 16           | 36 MB     | 2,7 GHz (5,4 GHz)           | 2,1 GHz (4,6 GHz)           | -                           | Graphics (4)             | 300 MHz (1,90 GHz)         | 13 TOPS  | 192 GB | Dual-Channel DDR5–6400               | 55 W (160 W) | Q1 2025              | SRVFK           |
| Core Ultra 9    | 285HX           | B0         | BGA2114 | P: 8 / 8 E: 16 / 16           | 36 MB     | 2,8 GHz (5,5 GHz)           | 2,1 GHz (4,6 GHz)           | -                           | Graphics (4)             | 300 MHz (2,00 GHz)         | 13 TOPS  | 192 GB | Dual-Channel DDR5–6400               | 55 W (160 W) | Q1 2025              | SRVFJ           |

### Twin Lake
Mobil
| Marke \| Modell | Marke \| Modell | Revi- sion | Sockel  | Kerne/ Threads | L3- Cache | Prozessortakt (Maximaltakt) | IGP                      | IGP                        | RAM   | RAM                                          | TDP  | Ein- führungs- datum | sSpec- Num- mer |
| Marke \| Modell | Marke \| Modell | Revi- sion | Sockel  | Kerne/ Threads | L3- Cache | Prozessortakt (Maximaltakt) | Modell (Execution Units) | Standardtakt (Maximaltakt) | Größe | Speicher- Controller                         | TDP  | Ein- führungs- datum | sSpec- Num- mer |
| --------------- | --------------- | ---------- | ------- | -------------- | --------- | --------------------------- | ------------------------ | -------------------------- | ----- | -------------------------------------------- | ---- | -------------------- | --------------- |
| Prozessor       | N150            | N0         | BGA1264 | 4 / 4          | 6 MB      | (3,6 GHz)                   | Graphics (24)            | (1,00 GHz)                 | 16 GB | Dual-Channel DDR4–3200 DDR5–4800 LPDDR5–4800 | 6 W  | Q1 2025              | SRPNR           |
| Prozessor       | N250            | N0         | BGA1264 | 4 / 4          | 6 MB      | (3,8 GHz)                   | Graphics (32)            | (1,25 GHz)                 | 16 GB | Dual-Channel DDR4–3200 DDR5–4800 LPDDR5–4800 | 6 W  | Q1 2025              | SRPNS           |
| Core 3          | N350            | N0         | BGA1264 | 8 / 8          | 6 MB      | (3,9 GHz)                   | Graphics (32)            | (1,35 GHz)                 | 16 GB | Dual-Channel DDR4–3200 DDR5–4800 LPDDR5–4800 | 7 W  | Q1 2025              | SRPNU           |
| Core 3          | N355            | N0         | BGA1264 | 8 / 8          | 6 MB      | (3,9 GHz)                   | Graphics (32)            | (1,35 GHz)                 | 16 GB | Dual-Channel DDR4–3200 DDR5–4800 LPDDR5–4800 | 15 W | Q1 2025              | SRPNT           |

### Bartlett Lake
Embedded
| Marke \| Modell  | Marke \| Modell | Revi- sion | Sockel  | Kerne/ Threads       | L3- Cache | Intel Turbo Boost Maximaltakt | Intel Turbo Boost Maximaltakt | Prozessortakt (Maximaltakt) | Prozessortakt (Maximaltakt) | IGP                      | IGP                        | RAM    | RAM                              | TDP  | Ein- führungs- datum | sSpec- Num- mer |
| Marke \| Modell  | Marke \| Modell | Revi- sion | Sockel  | Kerne/ Threads       | L3- Cache | Intel Turbo Boost Maximaltakt | Intel Turbo Boost Maximaltakt | Prozessortakt (Maximaltakt) | Prozessortakt (Maximaltakt) | Modell (Execution Units) | Standardtakt (Maximaltakt) | Größe  | Speicher- Controller             | TDP  | Ein- führungs- datum | sSpec- Num- mer |
| Marke \| Modell  | Marke \| Modell | Revi- sion | Sockel  | Kerne/ Threads       | L3- Cache | TVB                           | TB 3.0                        | P                           | E                           | Modell (Execution Units) | Standardtakt (Maximaltakt) | Größe  | Speicher- Controller             | TDP  | Ein- führungs- datum | sSpec- Num- mer |
| ---------------- | --------------- | ---------- | ------- | -------------------- | --------- | ----------------------------- | ----------------------------- | --------------------------- | --------------------------- | ------------------------ | -------------------------- | ------ | -------------------------------- | ---- | -------------------- | --------------- |
| Core 3 Prozessor | 201E            | H0         | LGA1700 | P: 4 / 8 E: 0 / 0    | 12 MB     | 4,8 GHz                       | -                             | 3,6 GHz (4,8 GHz)           | -                           | UHD 770 (24)             | 0,30 GHz (1,55 GHz)        | 192 GB | Dual-Channel DDR4–3200 DDR5–4800 | 60 W | Q1 2025              | SRVTR           |
| Core 3 Prozessor | 201EF           | ?          | LGA1700 | P: 4 / 8 E: 0 / 0    | 12 MB     | 4,8 GHz                       | -                             | 3,6 GHz (4,8 GHz)           | -                           | deaktiviert              | deaktiviert                | 192 GB | Dual-Channel DDR4–3200 DDR5–4800 | 58 W | Q1 2025              | ?               |
| Core 3 Prozessor | 201TE           | H0         | LGA1700 | P: 4 / 8 E: 0 / 0    | 12 MB     | 4,6 GHz                       | -                             | 2,9 GHz (4,6 GHz)           | -                           | UHD 770 (24)             | 0,30 GHz (1,55 GHz)        | 192 GB | Dual-Channel DDR4–3200 DDR5–4800 | 45 W | Q1 2025              | SRPKD           |
| Core 5 Prozessor | 211E            | B0         | LGA1700 | P: 6 / 12 E: 4 / 4   | 20 MB     | 4,9 GHz                       | -                             | 2,7 GHz (4,9 GHz)           | 2,0 GHz (3,7 GHz)           | UHD 770 (24)             | 0,30 GHz (1,55 GHz)        | 192 GB | Dual-Channel DDR4–3200 DDR5–4800 | 65 W | Q1 2025              | SRQER           |
| Core 5 Prozessor | 211EF           | B0 C0      | LGA1700 | P: 6 / 12 E: 4 / 4   | 20 MB     | 4,9 GHz                       | -                             | 2,7 GHz (4,9 GHz)           | 2,0 GHz (3,7 GHz)           | deaktiviert              | deaktiviert                | 192 GB | Dual-Channel DDR4–3200 DDR5–4800 | 65 W | Q1 2025              | SRQDW SRQDN     |
| Core 5 Prozessor | 211TE           | C0         | LGA1700 | P: 6 / 12 E: 4 / 4   | 20 MB     | 4,8 GHz                       | -                             | 1,7 GHz (4,8 GHz)           | 1,3 GHz (3,4 GHz)           | UHD 770 (24)             | 0,30 GHz (1,55 GHz)        | 192 GB | Dual-Channel DDR4–3200 DDR5–4800 | 45 W | Q1 2025              | SRQDL           |
| Core 5 Prozessor | 221E            | B0         | LGA1700 | P: 6 / 12 E: 8 / 8   | 24 MB     | 5,2 GHz                       | -                             | 2,7 GHz (5,2 GHz)           | 2,1 GHz (3,9 GHz)           | UHD 770 (32)             | 0,30 GHz (1,55 GHz)        | 192 GB | Dual-Channel DDR4–3200 DDR5–5600 | 65 W | Q1 2025              | SRQDV           |
| Core 5 Prozessor | 221TE           | C0         | LGA1700 | P: 6 / 12 E: 8 / 8   | 24 MB     | 5,0 GHz                       | -                             | 1,8 GHz (5,0 GHz)           | 1,3 GHz (3,6 GHz)           | UHD 770 (32)             | 0,30 GHz (1,55 GHz)        | 192 GB | Dual-Channel DDR4–3200 DDR5–4800 | 45 W | Q1 2025              | SRVQS           |
| Core 7 Prozessor | 251E            | B0         | LGA1700 | P: 8 / 16 E: 16 / 16 | 36 MB     | 5,6 GHz                       | 5,6 GHz                       | 2,1 GHz (5,6 GHz)           | 1,6 GHz (4,4 GHz)           | UHD 770 (32)             | 0,30 GHz (1,66 GHz)        | 192 GB | Dual-Channel DDR4–3200 DDR5–5600 | 65 W | Q1 2025              | SRQDU           |
| Core 7 Prozessor | 251TE           | B0         | LGA1700 | P: 8 / 16 E: 16 / 16 | 36 MB     | 5,4 GHz                       | 5,4 GHz                       | 1,4 GHz (5,4 GHz)           | 1,0 GHz (3,9 GHz)           | UHD 770 (32)             | 0,30 GHz (1,60 GHz)        | 192 GB | Dual-Channel DDR4–3200 DDR5–5600 | 45 W | Q1 2025              | SRQAX           |

## Begriffe
- x86 – steht für alle zum 8086 kompatiblen Prozessoren, also auch für CPUs von Intel-Konkurrenten
- XT – Kurzform für Extended Technology, zum 8086 gehörig
- AT – Kurzform für Advanced Technology, zum 80286 gehörig, XT-Nachfolger
- 286er – Kurzform für den 80286
- 386er – Kurzform für den 80386/i386
- 486er – Kurzform für den 80486/i486
- iAPX – Aus Markenschutzgründen in den späten 1980ern eingeführte Marketing-Bezeichnung für Intel-Prozessoren
- iA-32 – Bezeichnung für die mit dem 80386 eingeführte 32-Bit-Architektur, die den 16-Bit-Befehlssatz seiner Vorgänger erweitert (diese Bezeichnung entstand jedoch erst spät zur Abgrenzung gegenüber iA-64)
- iA-64 – neue 64-Bit-Architektur, grundverschieden zur iA-32, entwickelt von Intel und HP, eingesetzt beim Itanium
- x64 – die 64-Bit-Erweiterung der x86-Architektur, implementiert durch AMD64 und Intel 64
- Centrino – Marketinginitiative von Intel, die Verwendung des Labels Centrino setzt einen Pentium-M-Prozessor, einen Intel-Chipsatz und ein WLAN-Interface von Intel voraus
- Centrino Duo – Marketinginitiative von Intel, die Verwendung des Labels Centrino Duo setzt einen Yonah- oder Merom-Prozessor, einen Intel-Chipsatz und ein WLAN-Interface von Intel voraus.
- Viiv – (gesprochen wie engl. Ehefrau: wife) – Marketinginitiative von Intel für Media-Center-PCs